# Molln
Molln ist eine österreichische Marktgemeinde im Bezirk Kirchdorf im Traunviertel in Oberösterreich mit 3599 Einwohnern (Stand 1. Jänner 2025).

## Geographie
Molln liegt auf 442 m Höhe im Traunviertel im engen Tal des oberösterreichischen Flusses Steyr, nahe der Mündung der Krummen Steyrling. Die Gemeinde gehört zum Bezirk Kirchdorf und ist etwa 20 Kilometer von Kirchdorf und 30 Kilometer von Steyr entfernt.
Am Rand des Nationalparks Kalkalpen gelegen, beherbergt Molln das Nationalparkzentrum. Im Süden des Gemeindegebietes erhebt sich, als Teil des Nationalparks, das Sengsengebirge.
Die Ausdehnung beträgt von Nord nach Süd 19,5 und von West nach Ost 15,5 Kilometer. Die Gesamtfläche beträgt 191,43 Quadratkilometer. Molln ist damit die viertgrößte Gemeinde Oberösterreichs.
Der Fläche nach die größte Gemeinde des Bezirks Kirchdorf, rangiert die Marktgemeinde nach Einwohnerzahl (in absteigender Reihenfolge) nach Kremsmünster, Micheldorf in Oberösterreich, Pettenbach (Oberösterreich), Kirchdorf an der Krems und Grünburg auf Rang sechs.
Mit 19 Einwohnern pro Quadratkilometer ist die Marktgemeinde relativ dünn besiedelt. 78,5 Prozent der Fläche sind bewaldet und 14 Prozent werden landwirtschaftlich genutzt. Sowohl der Flächenanteil an den Alpen als auch an Gewässern liegt bei unter einem Prozent. 13 Prozent sind Dauersiedlungsraum.

### Gemeindegliederung

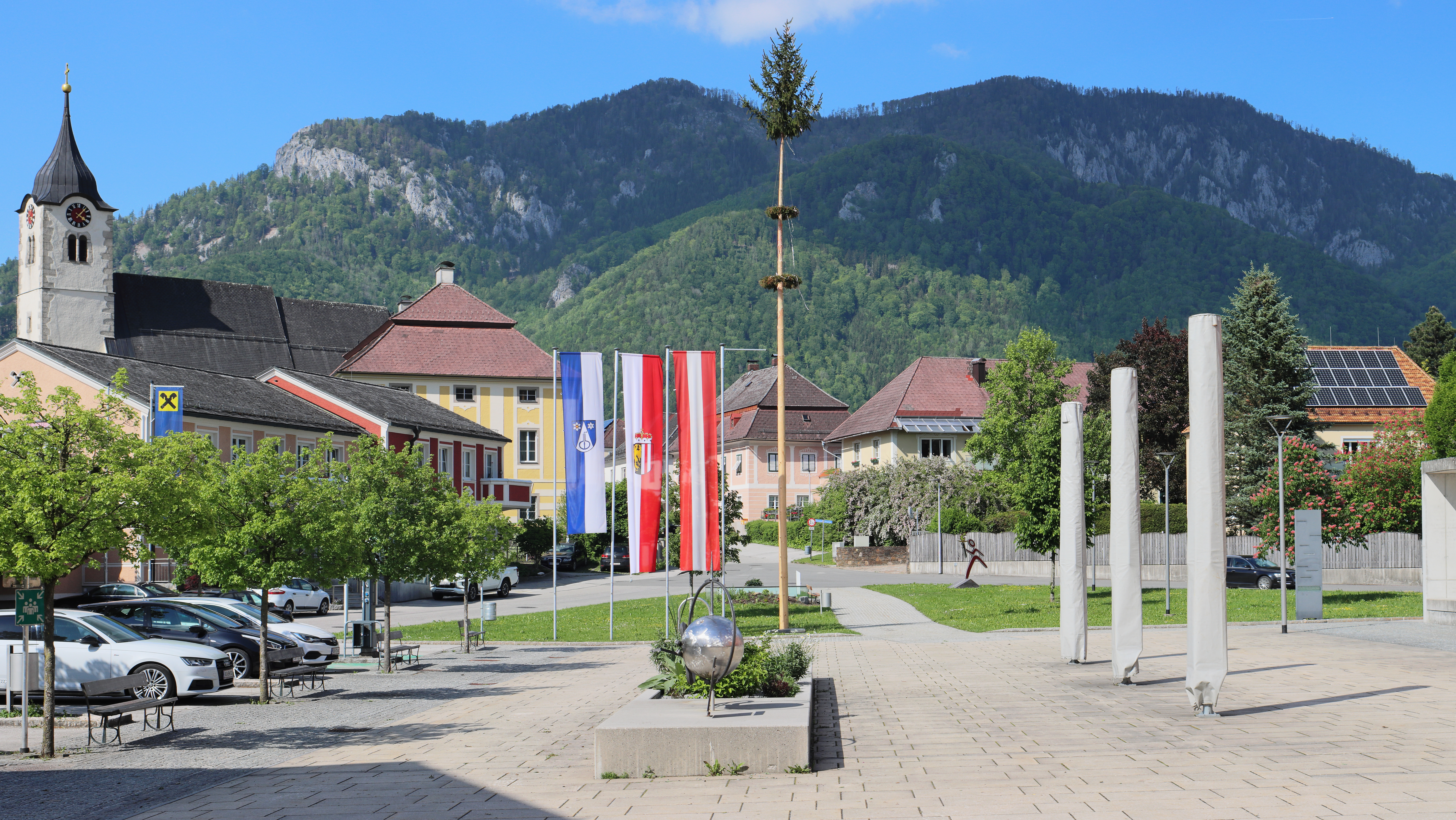
Vorplatz des Marktgemeindeamtes mit Pfarrkirche und Pfarrhof (links)

Das Gemeindegebiet umfasst drei Ortschaften (in Klammern Einwohnerzahl Stand 1. Jänner 2025):
- Breitenau (473)
- Molln (2437)
- Ramsau (689)

Die Gemeinde besteht aus vier Katastralgemeinden:
- Außerbreitenau
- Innerbreitenau
- Molln
- Ramsau

Frauenstein gehört offiziell zum Ortsteil Ramsau und ist der Name der Pfarre und des 502 m hohen Bergkegels mit der Wallfahrtskirche.

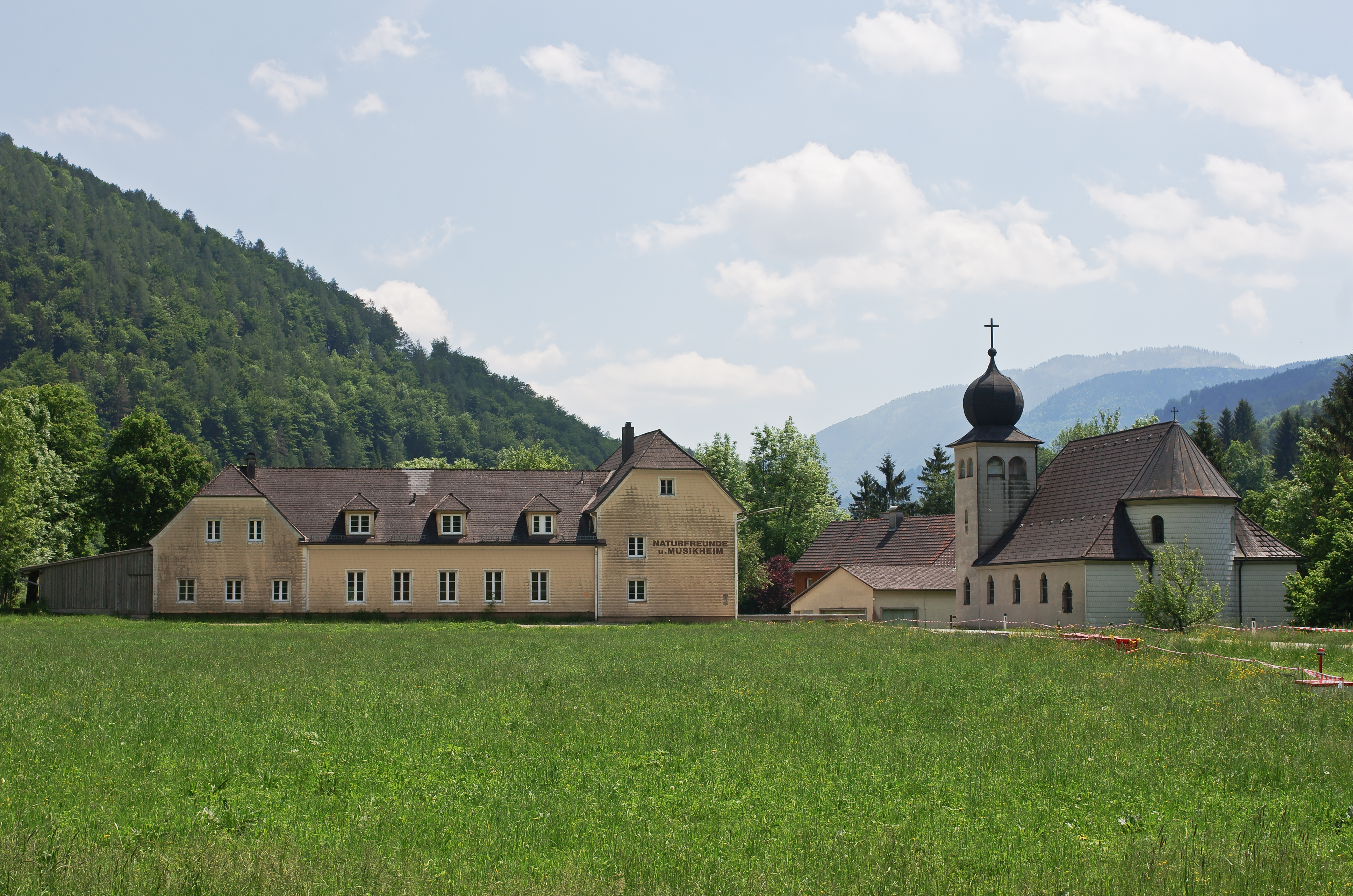
Innerbreitenau mit Kirche Hl. Josef
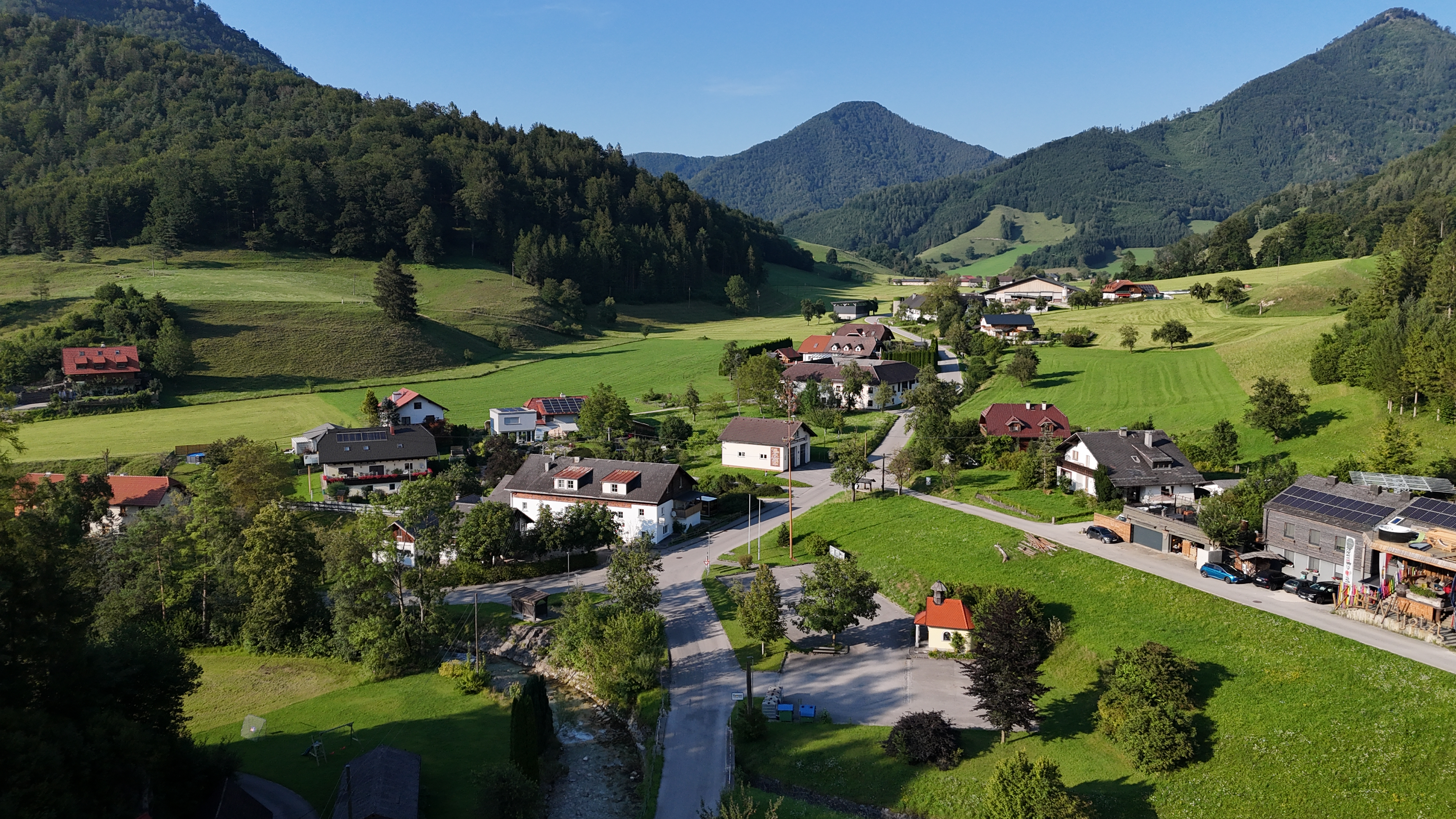
Luftbild Ramsau
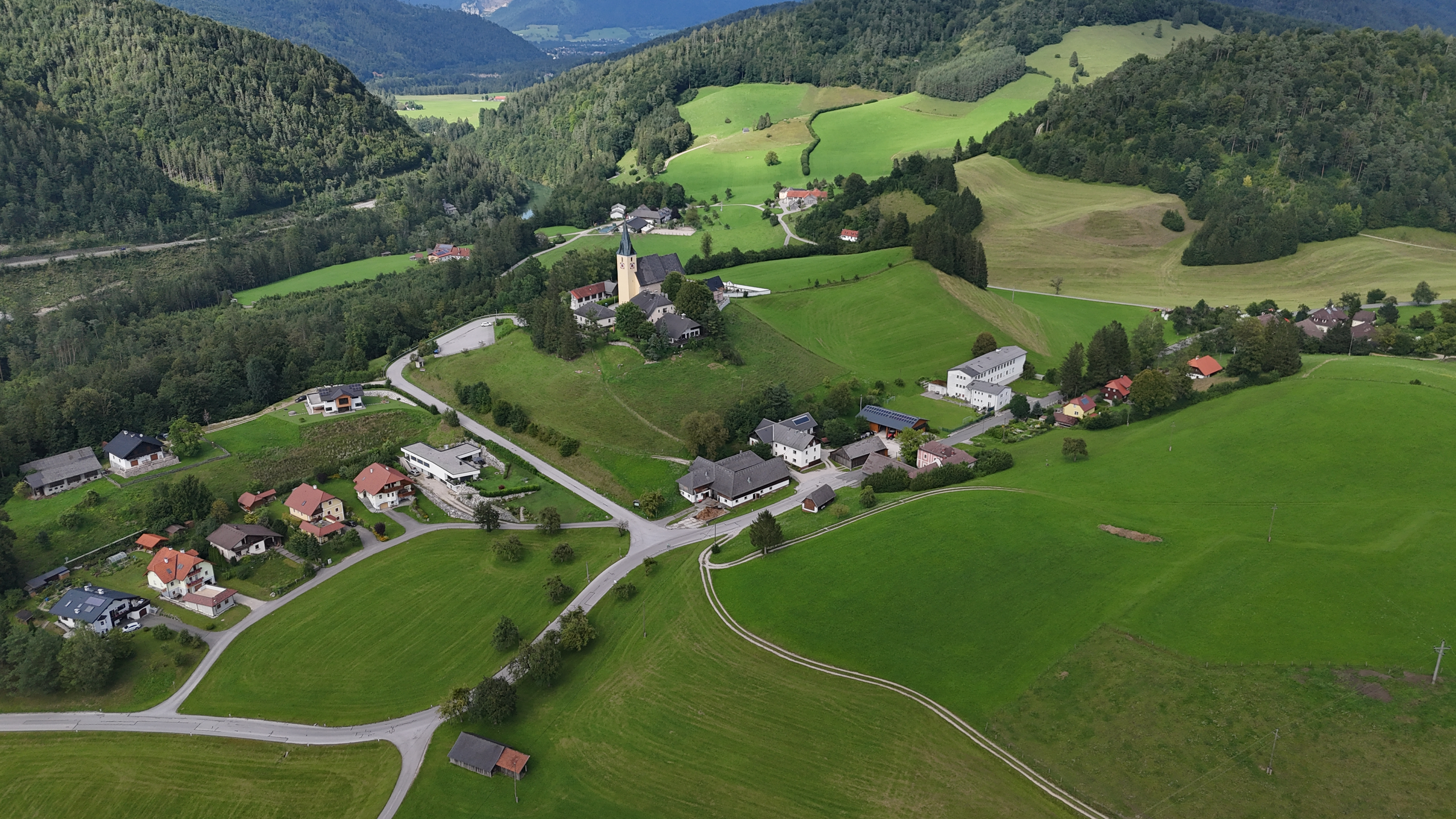
Luftbild Frauenstein (Ramsau)

### Nachbargemeinden
Zwei der neun Nachbargemeinden liegen im Bezirk Steyr-Land (SE).
| Grünburg                                            | Steinbach an der Steyr                      | Ternberg (SE)        |
| Micheldorf in Oberösterreich Klaus an der Pyhrnbahn | Kompassrose, die auf Nachbargemeinden zeigt | Reichraming (SE)     |
| St. Pankraz                                         | Roßleithen                                  | Rosenau am Hengstpaß |

## Geschichte
Ursprünglich im Ostteil des Herzogtums Bayern liegend, gehörte der Ort seit dem 12. Jahrhundert zum Herzogtum Österreich. Seit 1490 wurde er dem Fürstentum Österreich ob der Enns zugerechnet.
Während der Napoleonischen Kriege war der Ort mehrfach besetzt.

### Von der Pechersiedlung zur Marktgemeinde
Das slawische Wort Smolna bedeutet „voll Harz oder Pech“. Durch Lautumwandlung entstand daraus die Bezeichnung „Molln“. Molln war also zur Zeit der Namensgebung wahrscheinlich eine von Slawen besiedelte Pechsiedersiedlung.
Auf seinem Rittersitz in der Ramsau soll zwischen 1129 und 1164 Heinrich von Ramesowa gewohnt haben, ein Dienstmann des steyrischen Markgrafen. In einer Urkunde aus dem Kloster Garsten wird Molln erstmals im Jahre 1233 erwähnt als Rittersitz des Heinrich von Molna, Jäger und Dienstmann des steyrischen Markgrafen.
Im Jahre 1336 erhob Herzog Albrecht Molln zum Markt, da eine rege Gewerbe- und Handelstätigkeit zu verzeichnen war. Durch die Verpfändung an das Kloster Spital ging das Marktrecht verloren und wurde erst 1977 auf Grund der historischen Tatsachen wieder verliehen.

### Landwirtschaft

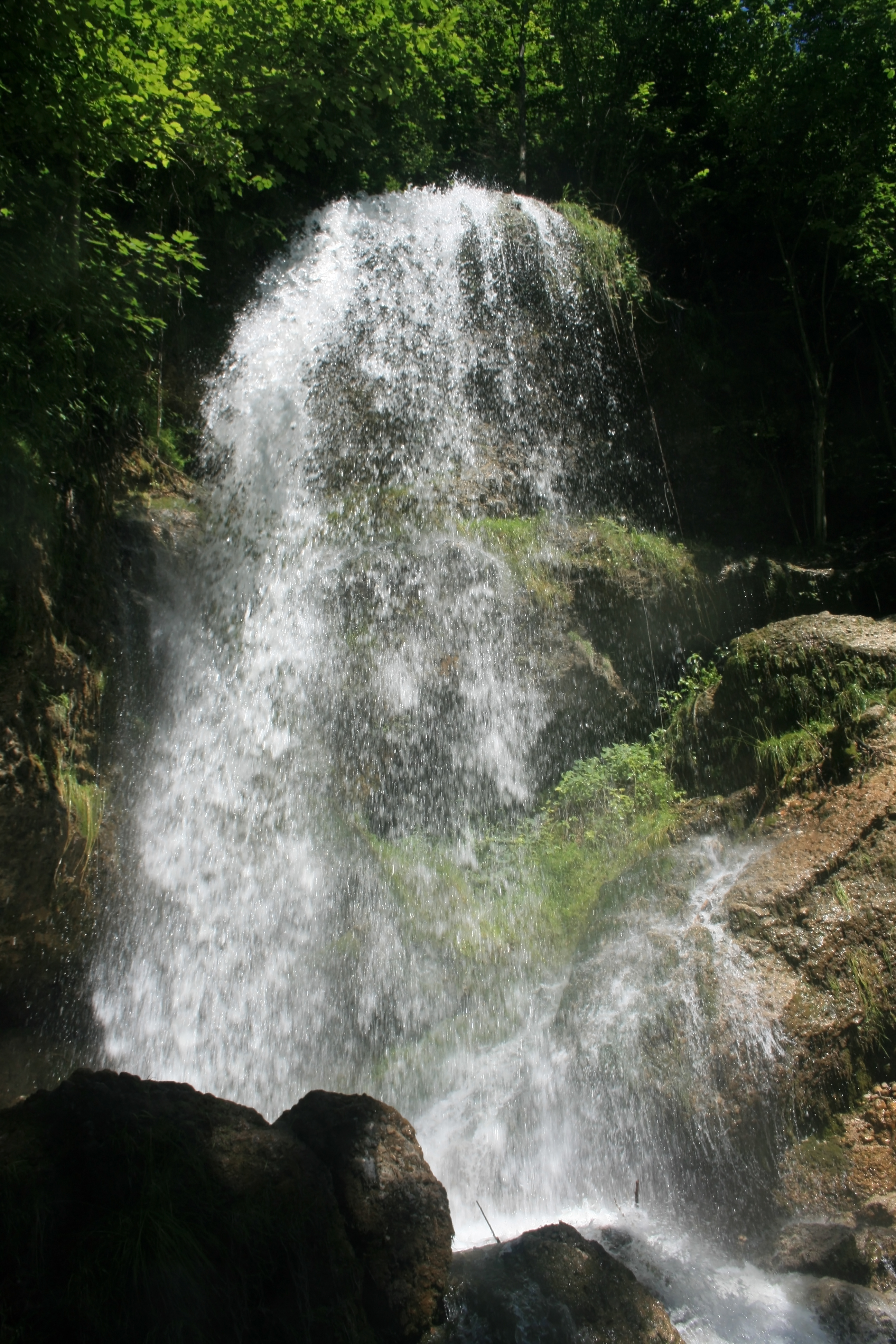
Der Mollnerbach stürzt in die Steyrschlucht (nahe Stefaniebrücke)

Die längste Zeit war Molln durch die Arbeit der Bauern geprägt. Schon zur Jungsteinzeit wurden die Nomaden Oberösterreichs allmählich sesshaft und begannen eine bäuerliche Lebensführung mit Viehzucht und Ackerbau. Die Naturlandschaft wandelte sich allmählich in Kulturland. Prähistorische Funde aus Molln stammen aus dieser Zeit: Ein 4000 Jahre altes durchbohrtes Steinbeil wurde im Mollnerbach (Nähe Stefaniebrücke) gefunden, ein möglicherweise noch älterer „Schnauzenkratzer“ in der Breitenau-Sonnseite, eine Lanzenspitze aus der Bronzezeit in Ramsau-Effertsbach. Die Römer brachten wesentliche Verbesserungen und den Weinbau in die Landwirtschaft ein. (Weinbergerfeld – Außerbreitenau, Weinberg – Molln – Au). Die alte Römerstraße führte bei Klaus entlang der heutigen Gemeindegrenze.
Bis ins 14. Jahrhundert lebten die Bauern in einem gewissen Wohlstand, bis die Grundherrschaften verschiedene Rechte und Freiheiten der Bauern abbauten und einen allgemeinen Untertanenstand schufen. All dies führte neben der Erhöhung der Dienste, Taxen, Zehnte und Roboten dazu, dass die Bauern kaum mehr in der Lagen waren, diese Forderungen zu erfüllen. Zu aller Not kam noch die bedeutende Steuererhöhung durch die Hussiten-, Türken- und Erbfolgekriege (15. bis 18. Jahrhundert). Im Mollner Aufruhr 1704 verhinderten die Bauern die Schlägerung von tausenden Bäumen, die für Schanzbauten zum Schutz der Steiermark hätten gefällt werden sollen. Die schließlich verhafteten Anführer zahlten diese Tat mit ihrem Leben bzw. mit ihrer Gesundheit.

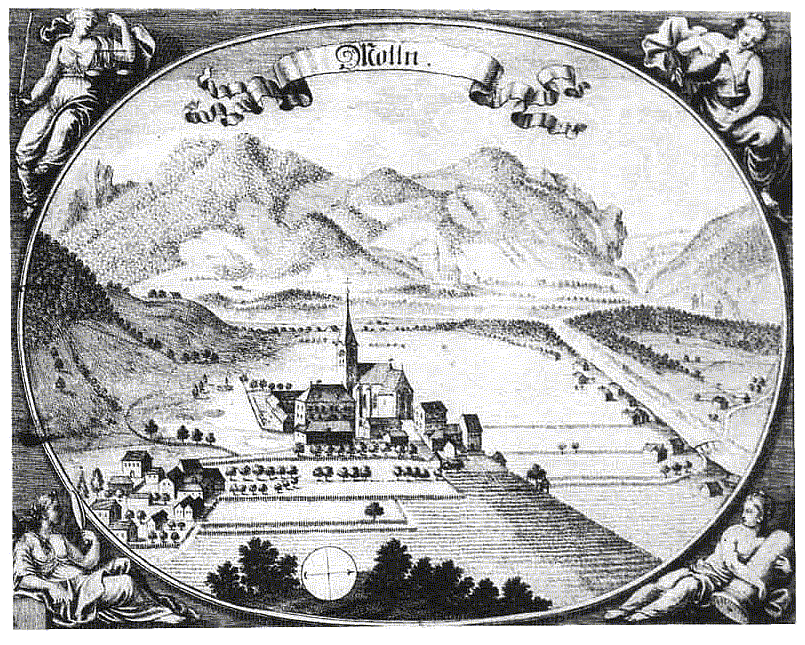
Ansicht von um 1692/93

Ein großes Problem für die Bauern stellte der übermäßige Wildbestand dar. Das Wild zertrampelte Wiesen und Felder, sodass weder Heu noch Getreide geerntet werden konnte. Im Jahre 1717 kam es daher zu einem organisierten Jagdaufstand in Molln, in dem die Bauern zur Selbsthilfe griffen und das übermäßige Rotwild in den herrschaftlichen Revieren abschossen. Die überaus harten Strafen überlebten etliche Wilderer nicht; allerdings lenkten die Behörden schließlich ein und eine unabhängige Kommission überprüfte die Wildschäden.
Seit dem 16. Jahrhundert verarmten die Bauern zunehmend. Die Schulden- und Güterbeschreibung des Amtes Molln aus dem Jahre 1649 zeugt von großer Not. 76 Bauernfamilien verhungerten. Eine große Anzahl von Höfen verödeten und viele Bauern mussten betteln gehen. Die Reformen Maria Theresias und Joseph II. bedeuteten eine gewisse Erleichterung, aber erst die Revolution 1848 brachte die Bauernbefreiung. Der Bauer wurde nun gleichberechtigter Bürger und bekam das Recht auf Grundbesitz.

### Bergbau und Eisenverarbeitung
Bergbau und Eisenverarbeitung spielen in der Geschichte Mollns eine große Rolle. Die Anfänge in Molln reichen vermutlich ins 13. Jahrhundert zurück, urkundlich bezeugt ist er erstmals um 1570. Die Sage vom „Gaisbergmandl“ ist ebenfalls ein Hinweis auf frühen Bergbau. Der Bergbau wurde von der Obrigkeit durch Verleihung außerordentlicher Privilegien gefördert und konnte sich bis etwa um 1790 behaupten – Schürfstellen am Buchberg und an mehreren Orten am Gaisberg lieferten das Erz, das in einem Verhüttungsbetrieb in Gstadt in Molln an der krummen Steyrling verarbeitet wurde. Spuren des Bergbaues, wie Stollenreste und Abraumhalden, sind heute noch im Bereich oberhalb der Gaisbergwiesen festzustellen. Gruben befanden sich auch am Hochbuchberg. Auch Bleigewinnung wird in alten Schriften vom Gaisberg bei Molln erwähnt. Drei „Gruppen mit schönen Klüften“ dienten am Gaisberg (Hufmanngraben) vermutlich immer wieder dem Eisenabbau. Geringe Mächtigkeit der Erzlager, kleiner Eisengehalt und Hochwasserschäden an den Verhüttungsanlagen verursachten aber laufend Schwierigkeiten und längere Betriebsunterbrechungen, sodass der Abbau dann spätestens gegen Ende des 18. Jahrhunderts endgültig eingestellt worden sein dürfte. Der Hüttenbetrieb in Gstadt musste sich anderen Produkten zuwenden. Vorerst wurden Rohr- und Blechhämmer errichtet.
1780 erteilte Kaiserin Maria Theresia das Privileg zur Aufnahme der Sensenproduktion, die bis 1962 Bestand hatte. Der Firmeninhaber Roland Pießlinger stellte die Produktion rechtzeitig um und hat das Unternehmen zu einem modernen Eloxal- und Metallbeschichtungsbetrieb ausgebaut und ähnlich der früheren Sensenerzeugung erfolgreich am internationalen Markt verankert.
In der Umgebung von Molln sind auch an mehreren Punkten Steinkohlenschürfungen vorgenommen worden: Der alte Steinkohlenschurf östlich vom Steinköpfel und Sulzeck im Graben zwischen Denk und Reitbauer war um die Mitte des 19. Jahrhunderts der bedeutendste von ihnen. In einem Stollen wurden drei geringmächtige Kohlenflöze von teils mürber, jedoch schöner und reiner Kohle angefahren. Auch in der Welchau und auf der Feichtaualm im nördlichen Sengsengebirge sollen Kohlenschurfe betrieben worden sein.

### Die Wildererschlacht von Molln

Erinnerungsteller für die vier getöteten Wilderer (Wilderer Museum Molln)

Die Zeit des Ersten Weltkriegs war aufgrund der totalen Lebensmittel- und Rohstoffblockade durch große Not gekennzeichnet. Auch nach dem Krieg besserte sich das Elend kaum, Arbeitslosigkeit und Hunger erwarteten die Heimkehrer. Die oberösterreichische Landesregierung forderte die Jagdinhaber daraufhin sogar auf, überzähliges Wild abzuschießen. Dies wurde jedoch nicht verwirklicht. Der Graf von Schloss Lamberg, dem die Jagdrechte in Molln gehörten, war mit dem Abschuss im Rückstand. Es waren Gerüchte im Umlauf, einer seiner Förster habe gesagt damit nicht zu beginnen, solange noch Vieh bei den Bauern wäre. Gleichzeitig stieß die Fütterung des Wildes im Winter mit Heu und der mangelnde Ausgleich von Wildschaden auf den Feldern auf Erbitterung.
Der Wilddiebstahl nahm nun stark zu, was zu verschärften Auseinandersetzungen zwischen Jägern und Förstern einerseits und Wilderern andererseits führte. Ein vorläufiger Höhepunkt war der Mord am auch in der Bevölkerung beliebten gräflich Lamberg'schen Förster Johann Daxner. Schließlich gipfelte der Streit in der so genannten „Wildererschlacht von Molln“ am Abend des 14. März 1919. Anlass war eine Befreiungsaktion am Bahnhof von Grünburg, bei der einige verhaftete Wilderer, unblutig aber gewaltsam, aus den Händen der Gendarmerie befreit wurden. Am Abend desselben Tages kamen im Mollner Gasthof Dolleschal bei dem Versuch der Gendarmerie, Wilderer festzunehmen, drei unbewaffnete Wilderer und ein Gendarm ums Leben. Ein weiterer Wilderer wurde in seinem Haus beim Versuch der Festnahme mit dem Bajonett erstochen.
- YouTube: Servus TV: Bergwelten: Rebellen der Berge – Wilderer (Reportage über Wildererschlacht von Molln)

### Zivile Opfer des Zweiten Weltkrieges

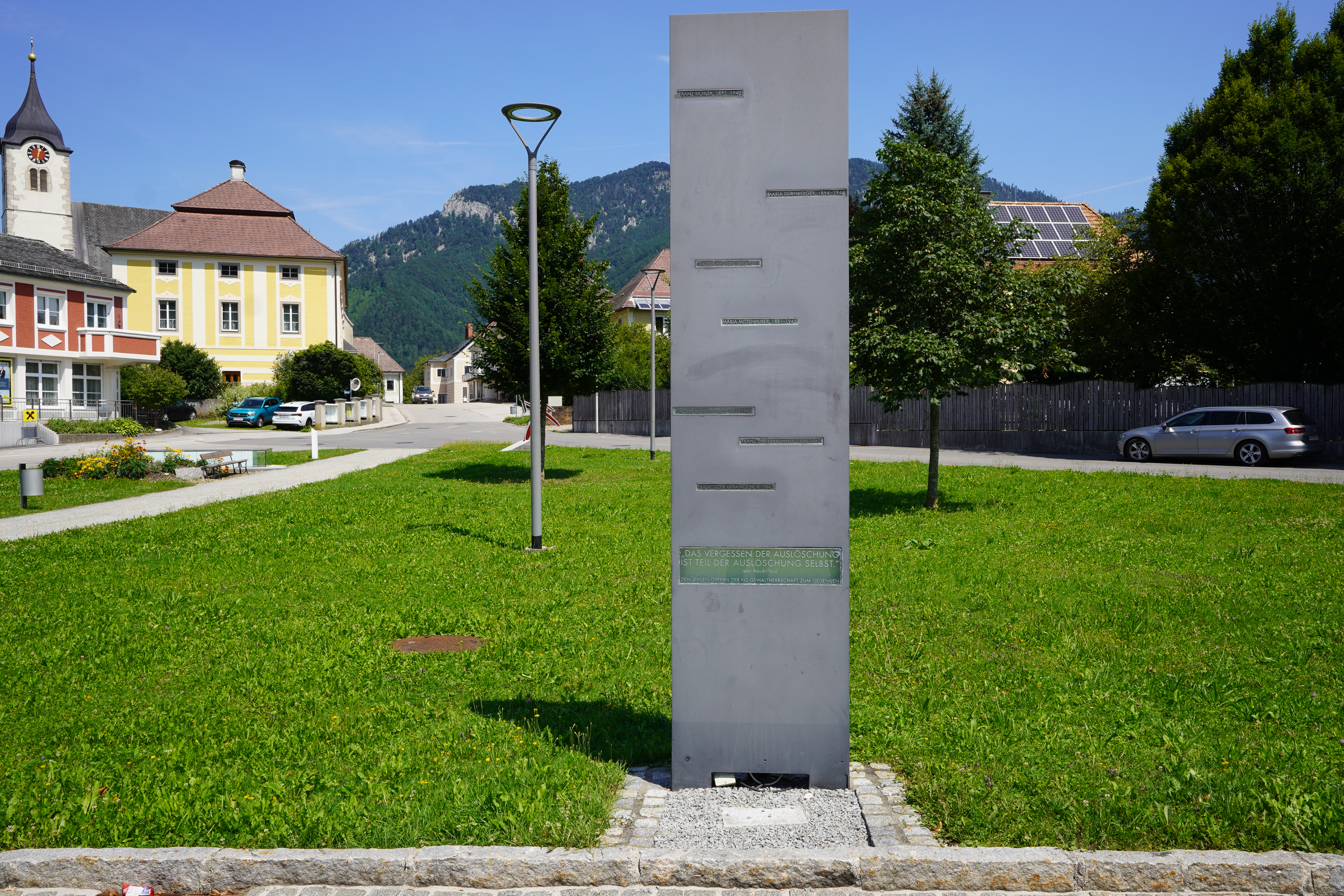
Das Mahnmal für die zivilen Opfer des Nationalsozialismus

Während der NS-Zeit wurden 13 in Molln lebende Zivilisten ermordet. Sieben von ihnen waren Zeugen Jehovas, zwei waren politisch Verfolgte, zwei weitere wurden aufgrund ihrer Behinderungen in Hartheim ermordet und zwei Opfer waren polnische Zwangsarbeiter – einer von ihnen wurde in Molln öffentlich gehängt.
Ein erstmals 2003 errichtetes Denkmal im ehemaligen Gemeindepark erinnert an diese Opfer. Seit Ende 2012 befindet es sich ein Stück versetzt bei dem im Parkgelände neu errichteten Bürger- und Musikzentrum.

### Wirtschaftsgeschichtliche Besonderheiten

#### Maultrommel
Molln ist die Erzeugungsstätte eines seltenen Musikinstruments, der Maultrommel (die Maultrommel ziert auch das Mollner Wappen). Der Ursprung dieses Handwerks geht auf das 17. Jahrhundert zurück. Die Zunftakten beginnen mit dem Jahr 1679, die erste Handwerksordnung wurde 1690 unter Johann Maximilian Graf Lamberg erlassen. In Molln werden seit 400 Jahren Maultrommeln erzeugt. Angeblich ist das Instrument selbst seit dem 14. Jahrhundert bekannt.
Eine Sage, mit der die Heilige Barbara zur Schutzpatronin der Maultrommelmacherzunft erklärt wird, berichtet, dass ein zum Tod verurteiltes Mädchen namens Barbara begnadigt werden sollte, wenn es etwas Besonderes erfände. In ihrer Not ersann sie die erste Maultrommel, deren Klang die Richter derart bezauberte, dass sie der Delinquentin die Freiheit schenkten. Der Zauberton und die bescheidene Klangfülle machten die Maultrommel zum bevorzugten Ständcheninstrument. Etwa um 1832 wurde das „Brummeisen“ angeblich von der Kirche verboten, weil es von Burschen zum Fensterln verwendet wurde, die dabei großen Erfolg erzielten. Wie es hieß, könne „das Weib“ den Tönen nicht widerstehen und öffne das Fenster.
1818 lebten 34 Meister in Molln. Heute gibt es noch drei Hersteller, die ihre Erzeugnisse in die ganze Welt vertreiben. Die Erzeugung der Mollner Maultrommel wurde 2014 als immaterielles Kulturerbe in Österreich anerkannt.

#### Schaufelhacker
Der Holzreichtum begünstigte das uralte Handwerk der Schaufelhacker in Molln. Es nahm nachweislich vor etwa 650 Jahren in Molln seinen Ausgang. Ein Schaufelhacker fertigte aus Spaltsegmenten eines Baumstammes Schaufeln für die Landwirtschaft. Wie kaum ein anderes Gewerbe bewahrte es die Ursprünglichkeit seiner rein handwerksmäßigen Führung bis zu seinem Ende. Im Jahr 1951 ist die selbstständige Zunft bzw. Genossenschaft erloschen.
Daneben gab es im Ort zahlreiche Schüssler, Drechsler, Schlitter, Wagner und Backtrogmacher.

### Exploration einer Erdgaslagerstätte
Unterhalb der Talweitung Jaidhaus wurde eine Erdgaslagerstätte vermutet, die Hoffnung darauf rührte aus seismischen Untersuchungen. Der Aufschluss und die Ausbeutung der Lagerstätte durch Bohrungen sind aus klimapolitischen, aber auch aufgrund von Naturschutzerwägungen bezüglich des benachbarten Nationalparks Kalkalpen, umstritten.
Im August 2023 wurde dem Explorationsunternehmen ADX Vie GmbH, einer Tochter der australischen ADX Energie, die bergrechtliche Bewilligung für eine Erkundungsbohrung erteilt. Im November wurde der entsprechende Naturschutzbescheid erlassen. Umweltschutzorganisationen zogen wegen dieser Entscheidungen vor das Landesverwaltungsgericht.
Die am 24. Februar 2024 begonnene Probebohrung Welchau-1 erreichte am 17. März eine Endteufe von 1733 m. Dabei wurden in der von der Lunz-Formation überdeckten Steinalm-Formation Kohlenwasserstoffe angetroffen, die Bohrung solle weiter vermessen und evaluiert werden. Aufgrund der naturschutzrechtlichen Auflagen sei dies erst wieder im folgenden Winterhalbjahr möglich.

### Sonstiges
Am 29. Januar 1967 ereignete sich ein Starkbeben in Molln.

## Kultur und Sehenswürdigkeiten

### Gebäude

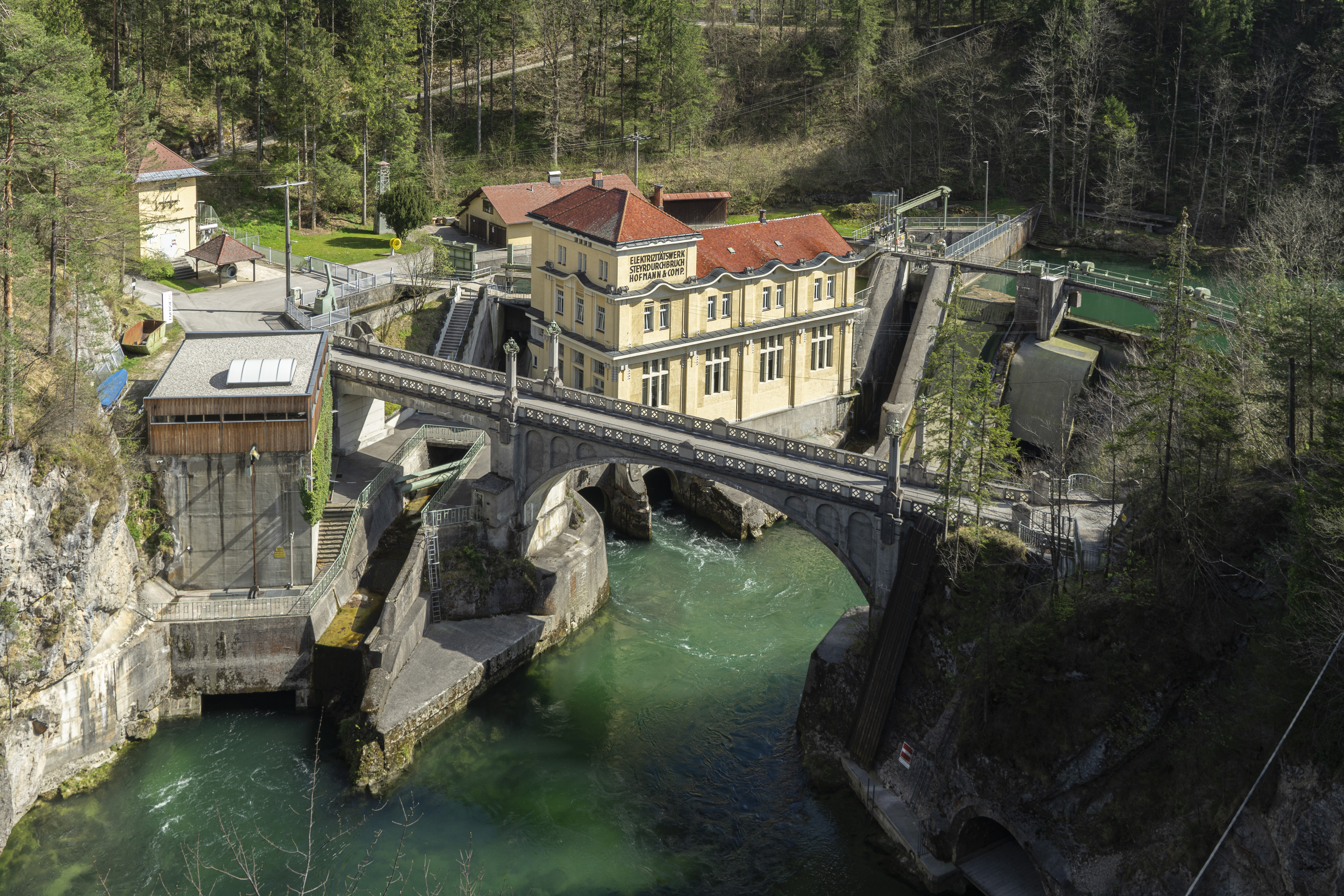
Kraftwerk Steyrdurchbruch

- Das Jugendstilkraftwerk Steyrdurchbruch (Ramsau, Göritz 6) besteht seit 1908. Technik und Architektur sind weitgehend erhalten.
- Forsthaus Effertsbach (Ramsau, Effertsbach 6), Geburtshaus Marlen Haushofers mit Gedenktafel[19]
- Das 2001 eröffnete Nationalparkzentrum (Nationalpark Allee 1) ist der Sitz der Nationalparkgesellschaft Kalkalpen. Es ist der größte Holz-Atrium Bau Österreichs.
- Schmidten bei der Lacken, historische Schmiede von 1688 mit Ursprüngen bis ins 14. Jahrhundert.[20]

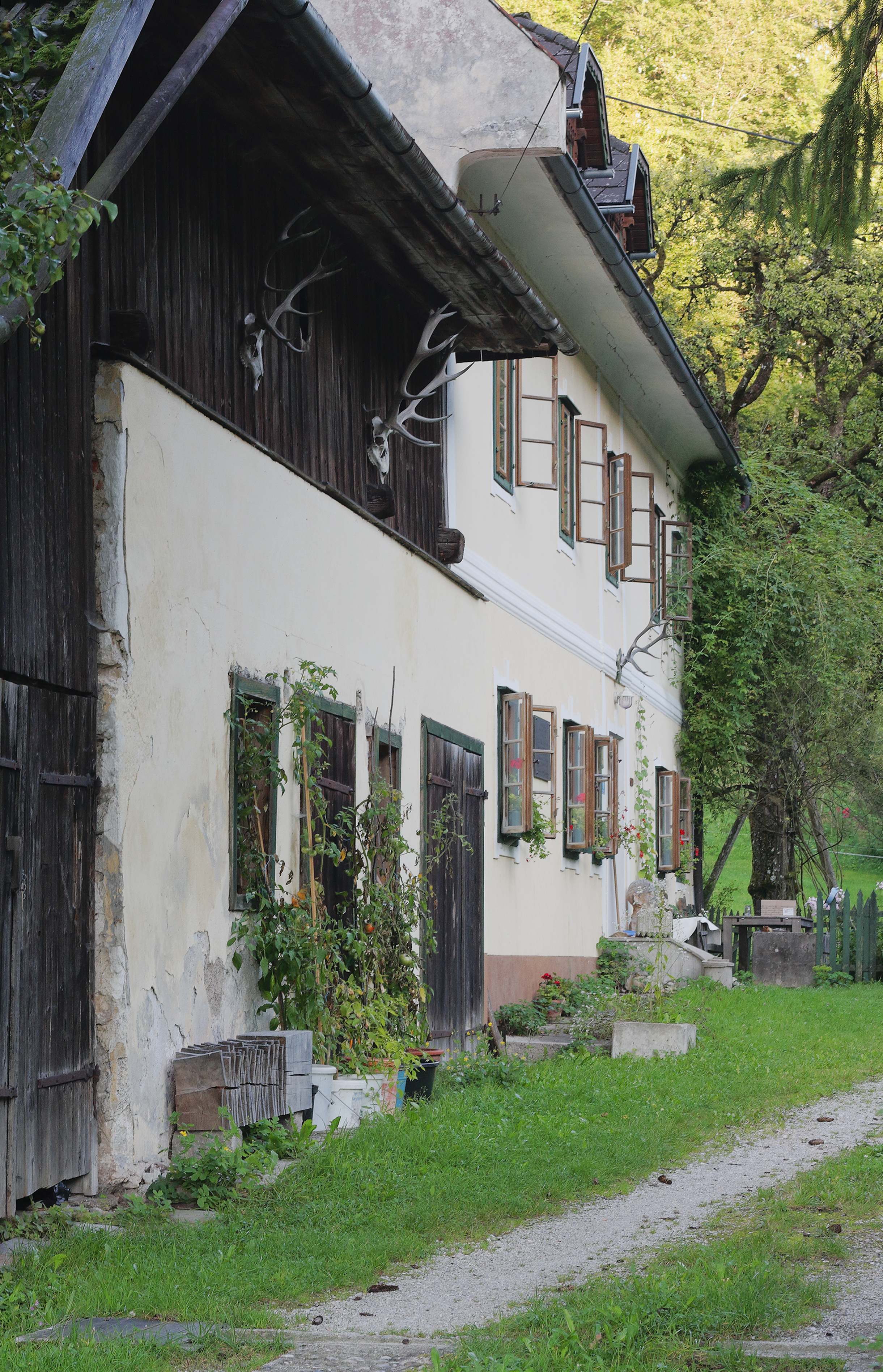
Forsthaus Effertsbach in Ramsau/Frauenstein
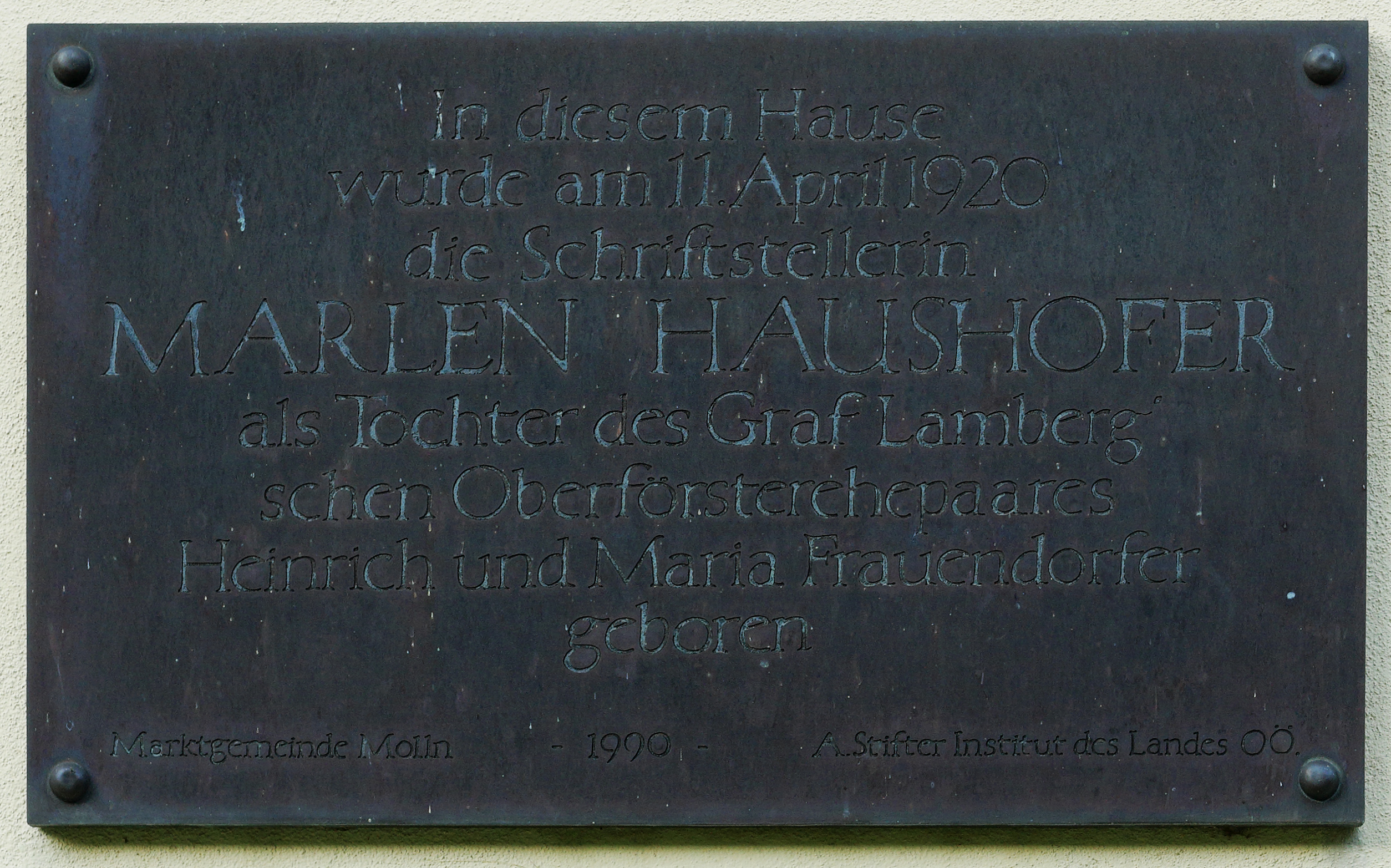
Gedenktafel für Marlen Haushofer am Forsthaus
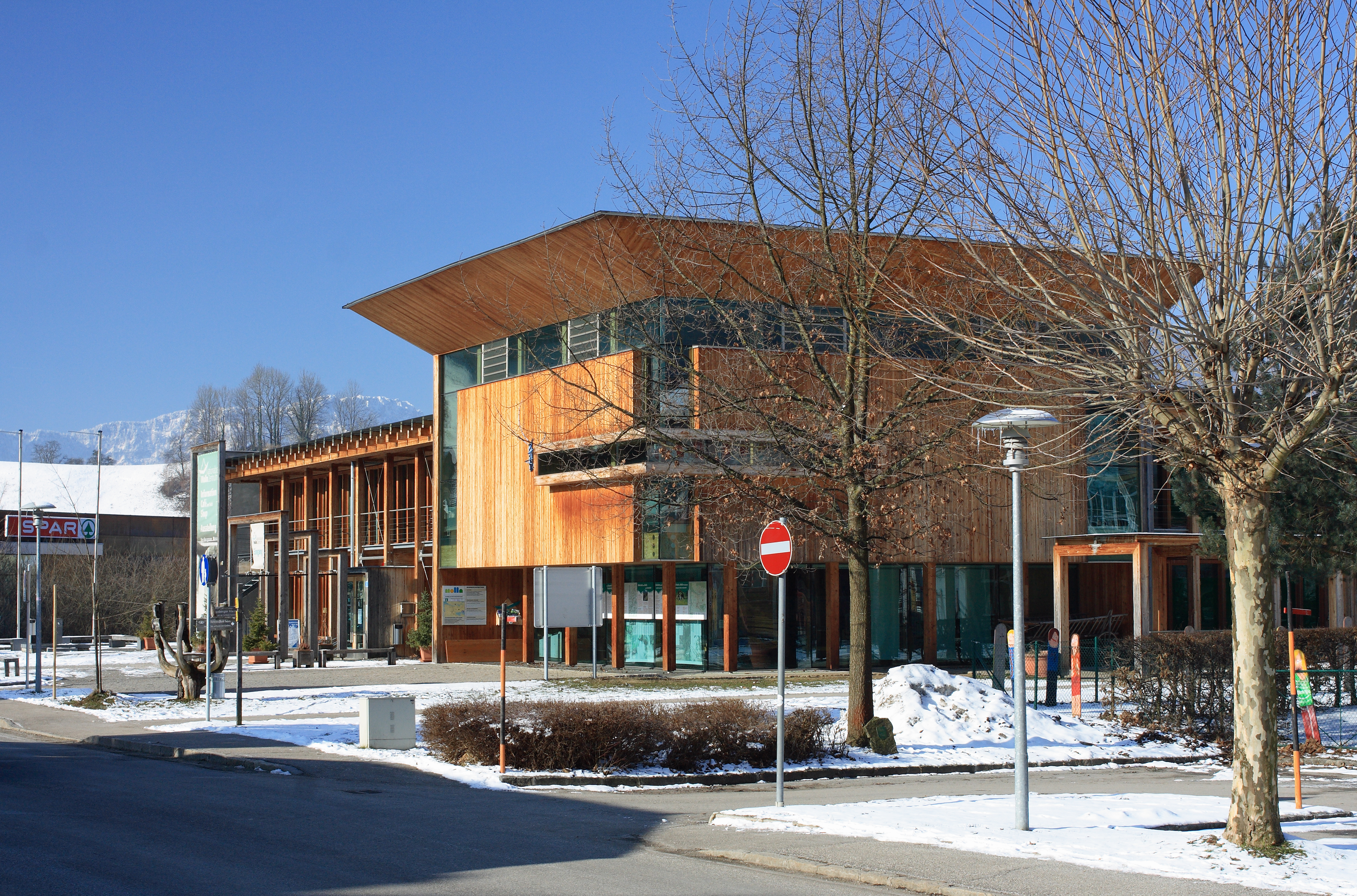
Nationalparkzentrum
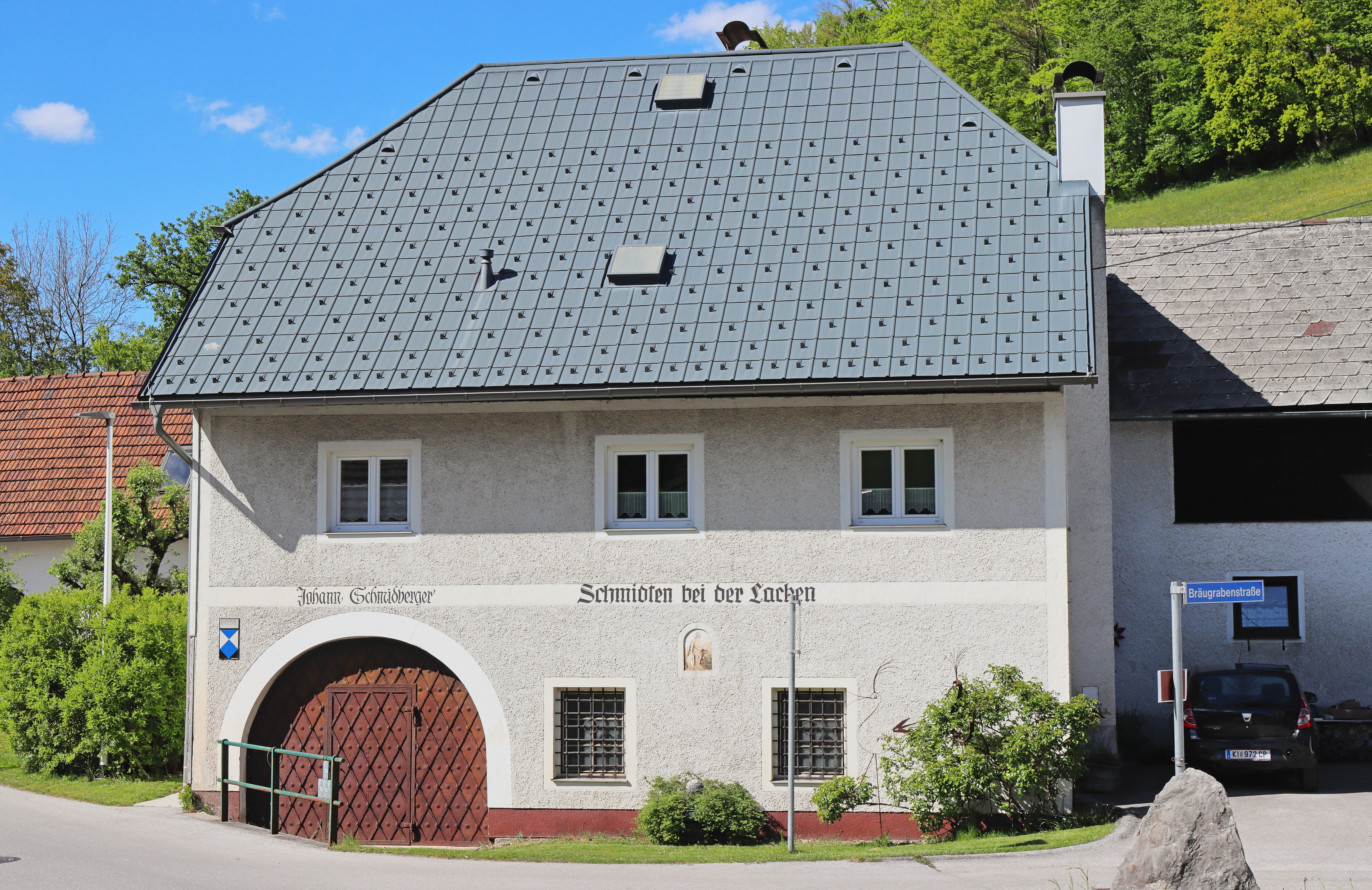
Schmidten bei der Lacken

#### Kirchengebäude

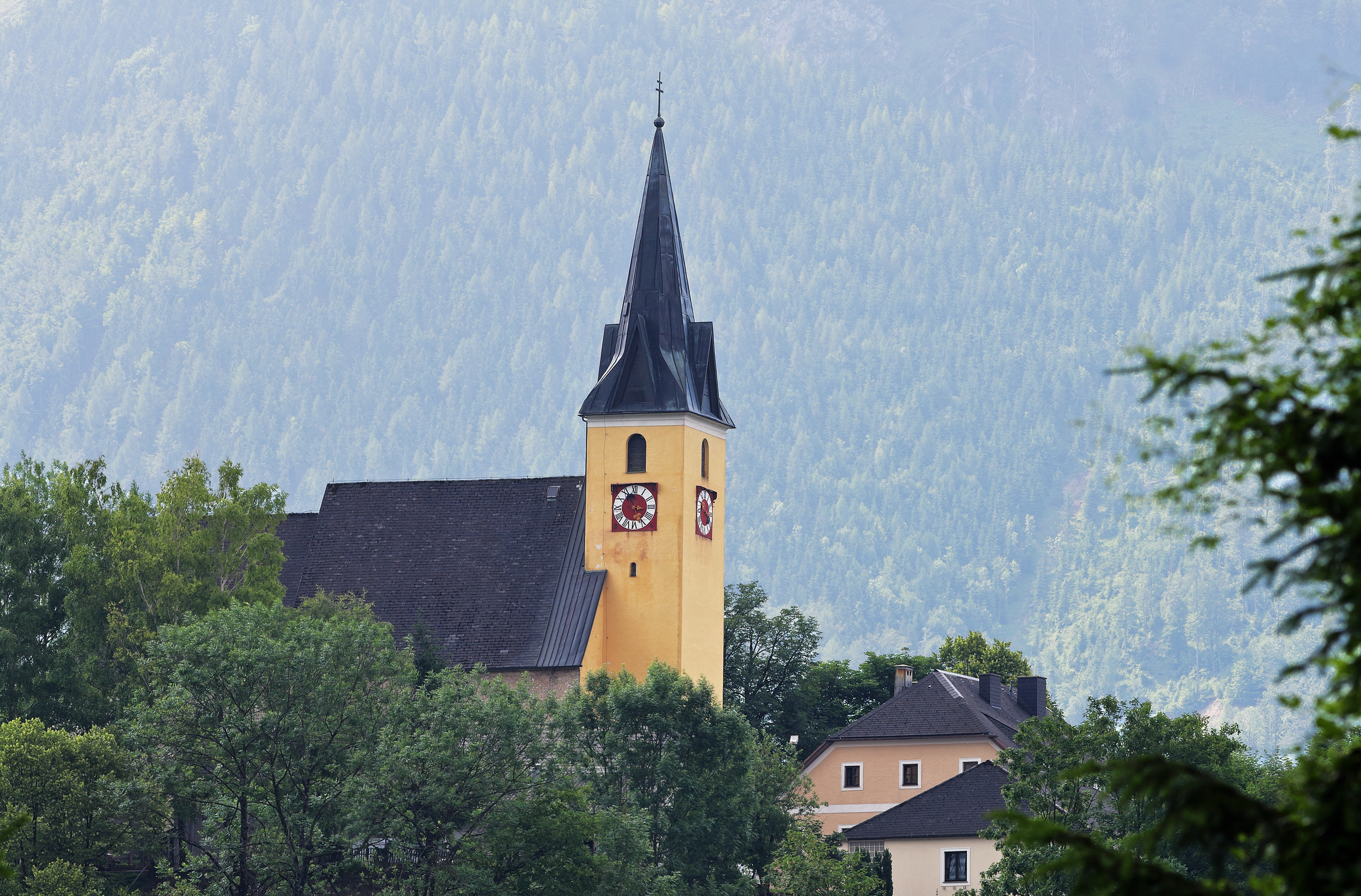
Wallfahrtskirche Frauenstein

- Wallfahrtskirche Frauenstein (nach 1510). Auf dem Friedhof ist der deutsche Entertainer Hans-Joachim Kulenkampff begraben.[21]
- Frauensteiner Schutzmantelmadonna (nach 1510) in der Wallfahrtskirche Frauenstein. Sie wird Gregor Erhart zugeschrieben
- Pfarrkirche Molln: Das Altarbild mit einer Abendmahlszene stammt von Leopold Kupelwieser.[22]
- Der barocke Pfarrhof ist ein Werk des Steyrer Baumeisters Johann Gotthard Hayberger. Das schräg gegenüber der Pfarrkirche liegende zweieinhalbgeschoßige Gebäude wurde 1734 fertiggestellt und ist im Wesentlichen unverändert erhalten. Die Fassade wird durch Doppelpilaster und Bänder gegliedert, über dem Hauptportal befindet sich das Doppelwappen des Stiftes Garsten und des Abtes Konstantin Muttersgleich.[23]
- Die Kaplaneikirche hl. Josef in der Innerbreitenau wurde ab 1952 erbaut und 1956 geweiht. Der Architekt des traditionellen Baues mit Zwiebelturm ist Hans Foschum.[24]

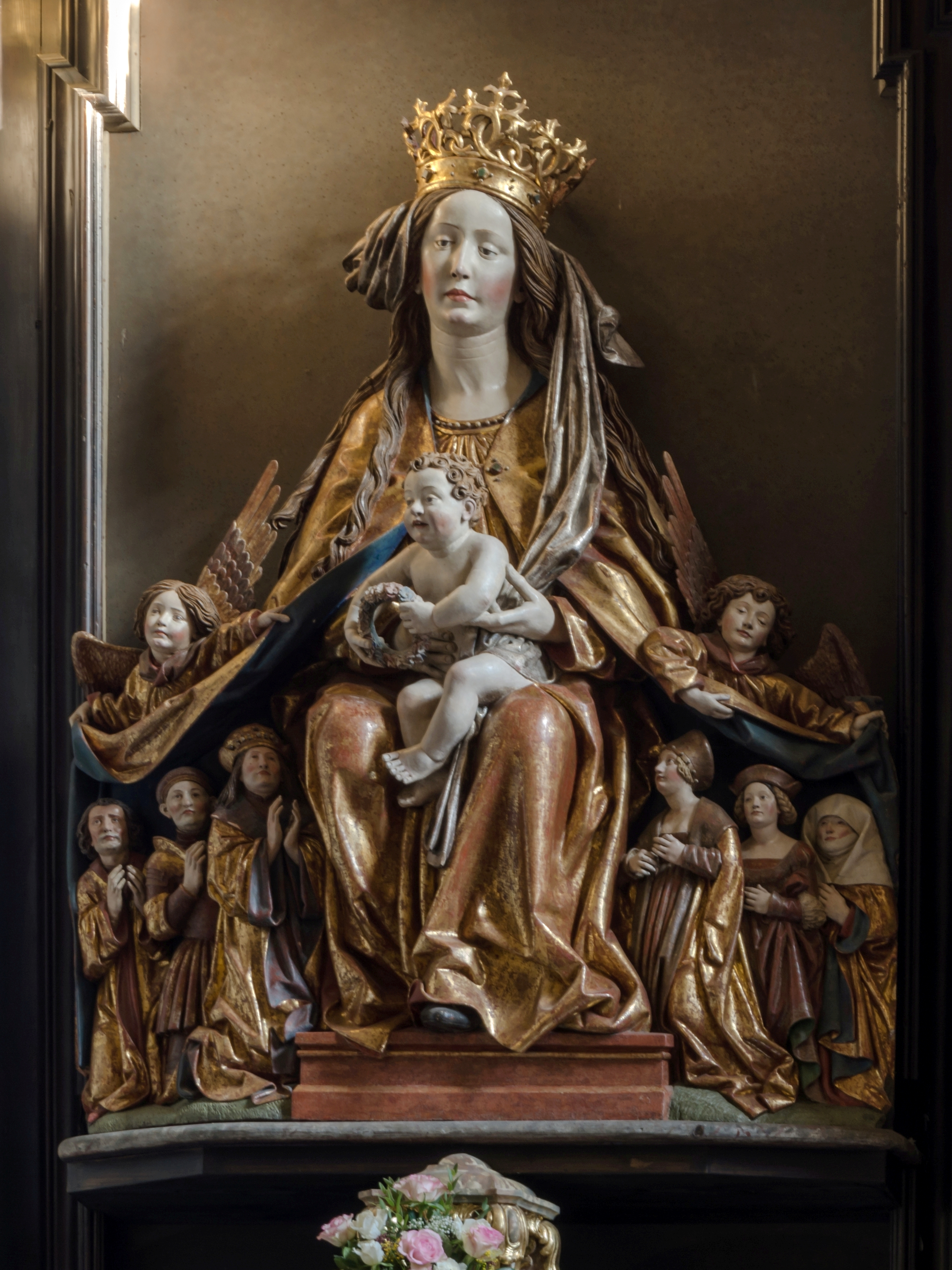
Schutzmantelmadonna in der Wallfahrtskirche Frauenstein
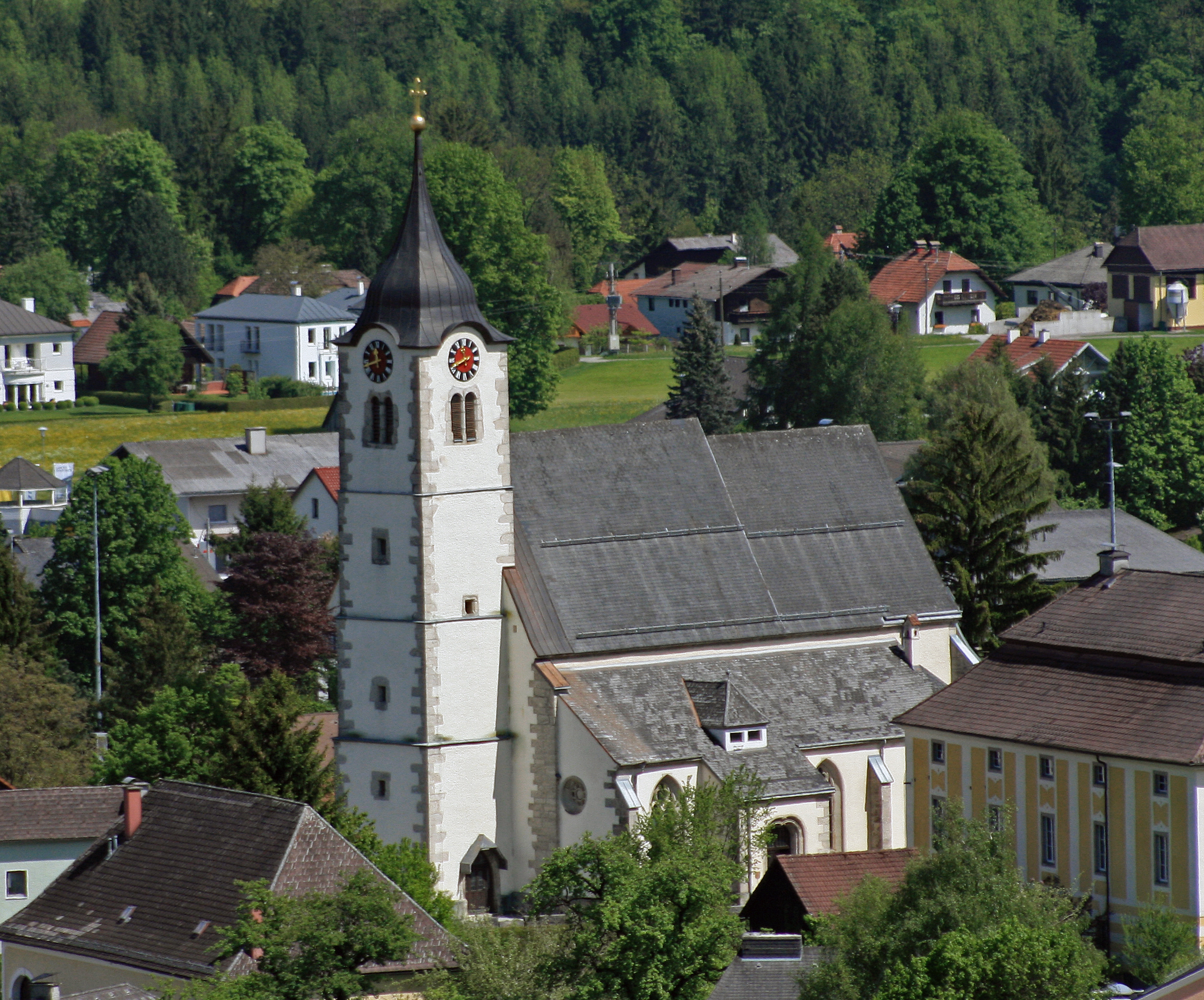
Pfarrkirche
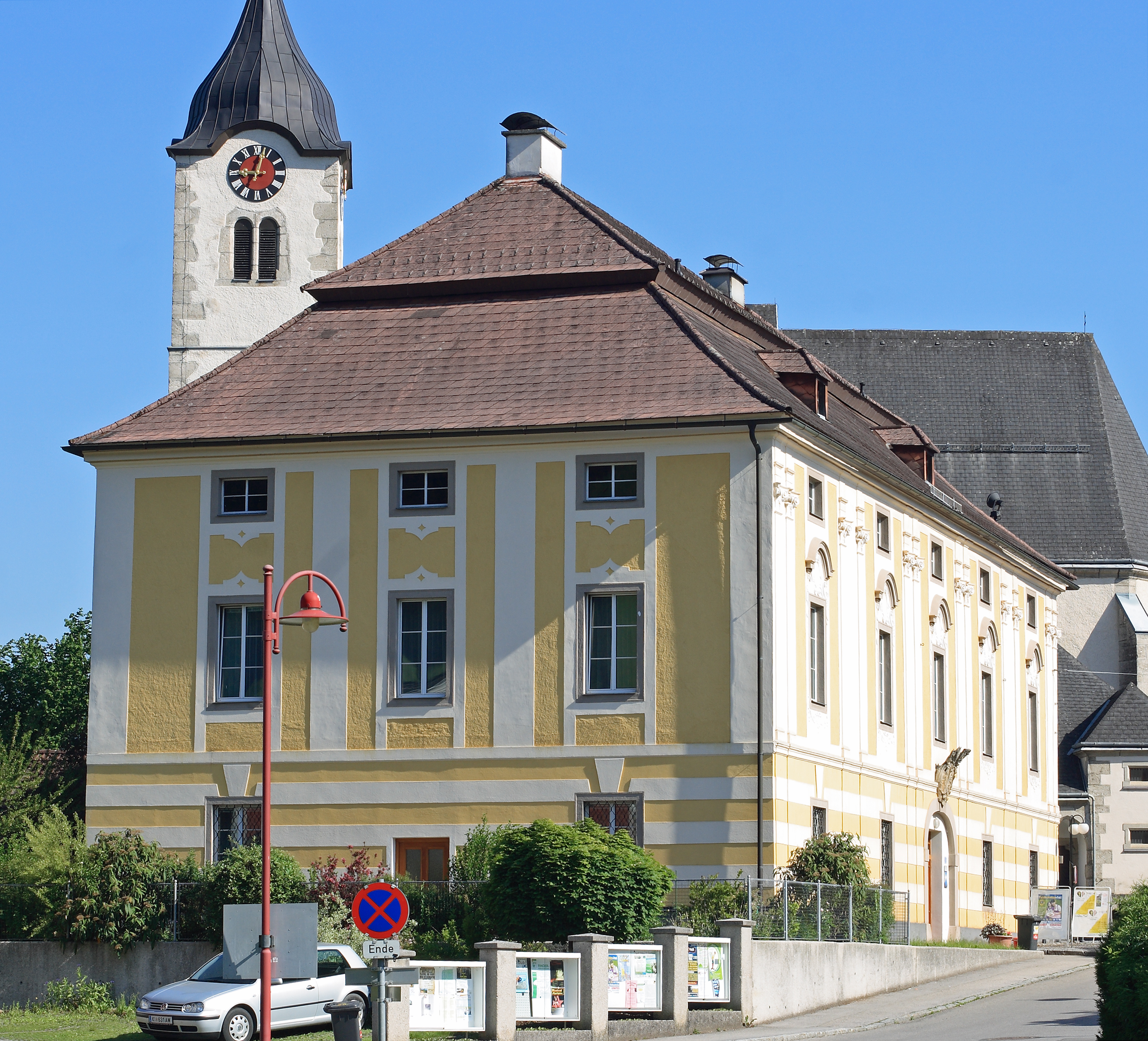
Pfarrhof
Kaplaneikirche hl. Josef

### Museen

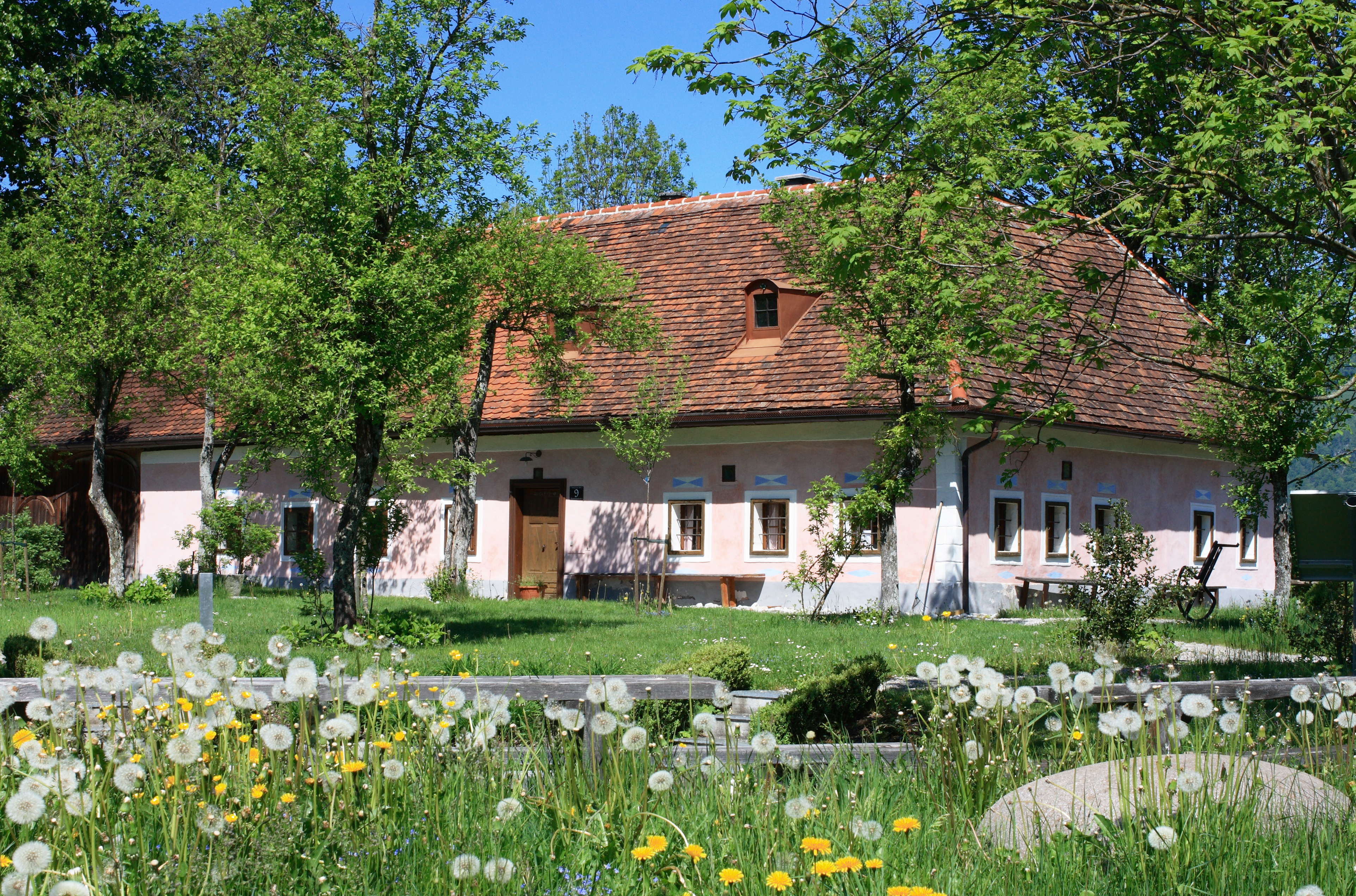
Hoisnhaus

- Das Hoisn-Haus (Maultrommelstraße 9) ist eine ehemalige Maultrommelschmiede. Heute beherbergt es eine Schmiede von um 1900 samt Werkstätte.[25]
- Wilderer Museum, vormals Museum im Dorf (Im Dorf 1) mit den Schwerpunkten Wilderei, Handwerk und Maultrommel. 1998 anlässlich der Landesausstellung Land der Hämmer gegründet, werden nach einer Neuausrichtung und Umbenennung Anfang 2022 auch Exponate aus dem aufgelösten Wilderermuseum (2000 von Roland Girtler gegründet) in St. Pankraz gezeigt.[26][27]
- Im Nationalparkzentrum befindet sich die Dauerausstellung Verborgene Wasser.[28]

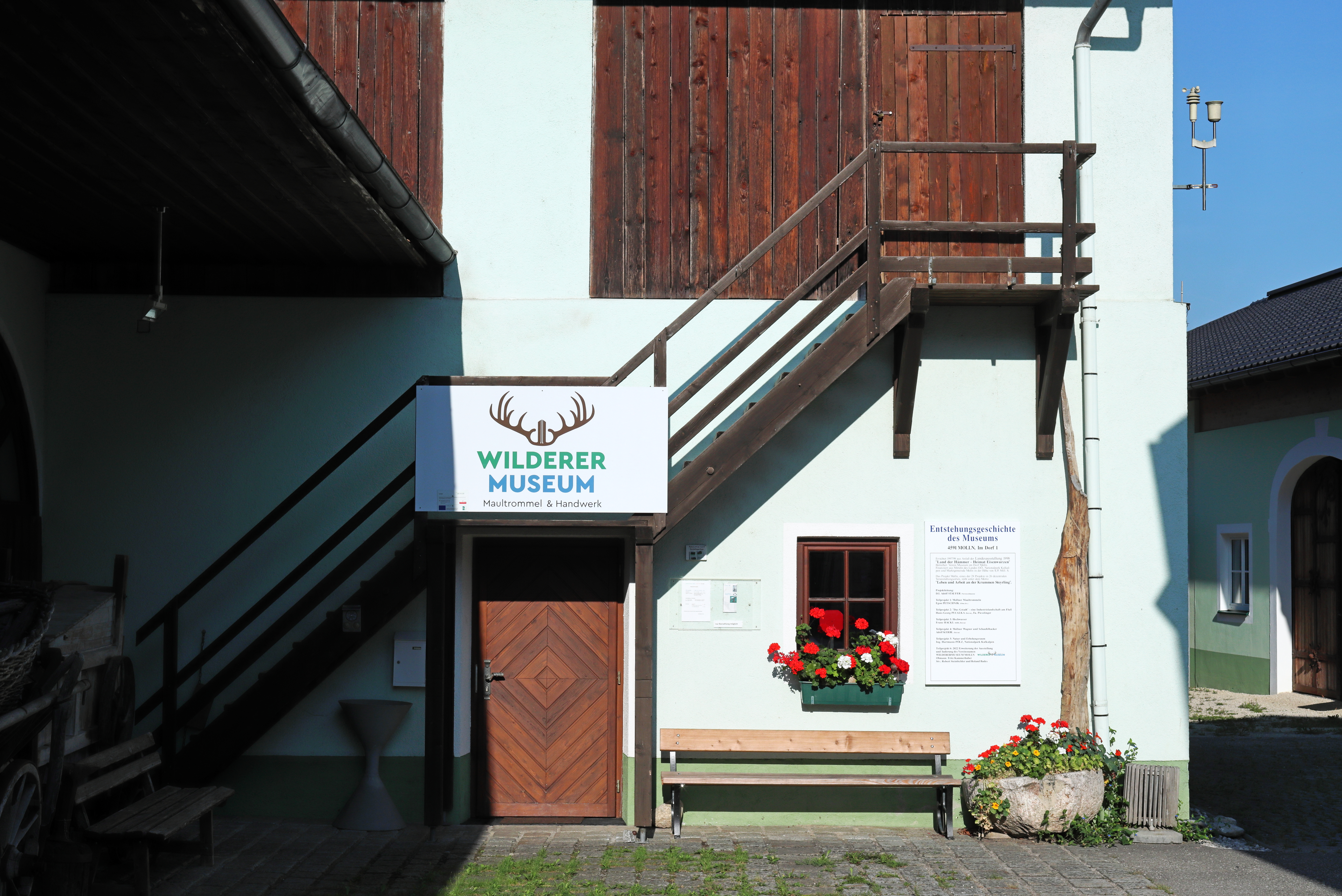
Eingang des Wilderer Museums

### Metallskulpturen

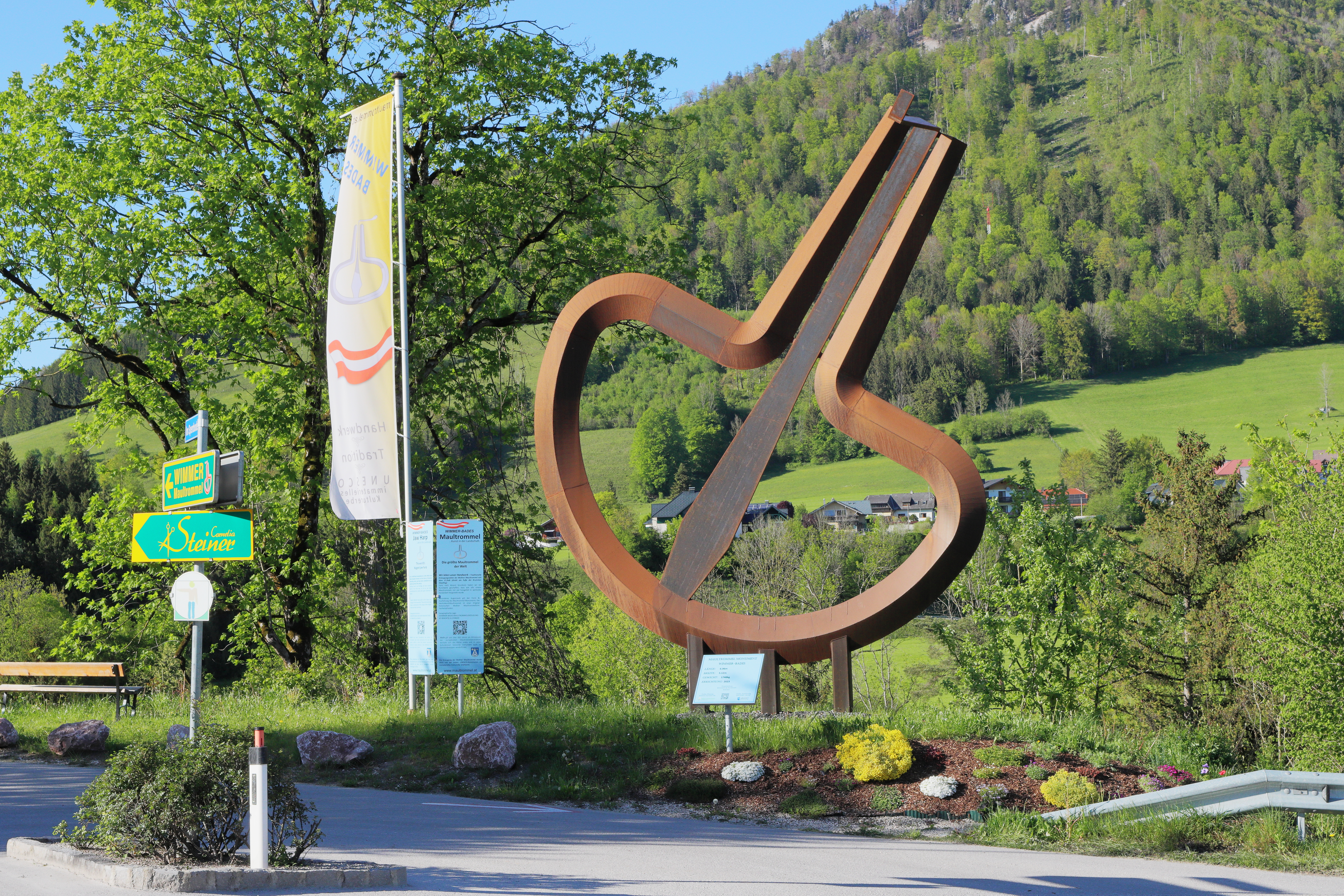
Maultrommel-Monument Wimmer-Bades

- Maultrommel-Monument Wimmer-Bades, eine etwa sechs Meter lange und fünf Meter breite Metallskulptur einer Maultrommel bei der Zufahrt zum Betrieb Wimmer-Bades (Im Sperrboden 1)[29]
- Friedenslicht-Skulptur auf der Grünfläche vor dem Marktgemeindeamt. Die Läuferfigur steht für den seit 2002 veranstalteten Friedenslicht-Marathon zugunsten von Licht ins Dunkel.[30]
- Harp around the world – Maultrommel weltweit, Skulptur vor dem Marktgemeindeamt
- Mountainbike-Skulptur, Verkehrsinsel der Buseckerstraße
- Maultrommel, Skulptur bei der Landesmusikschule

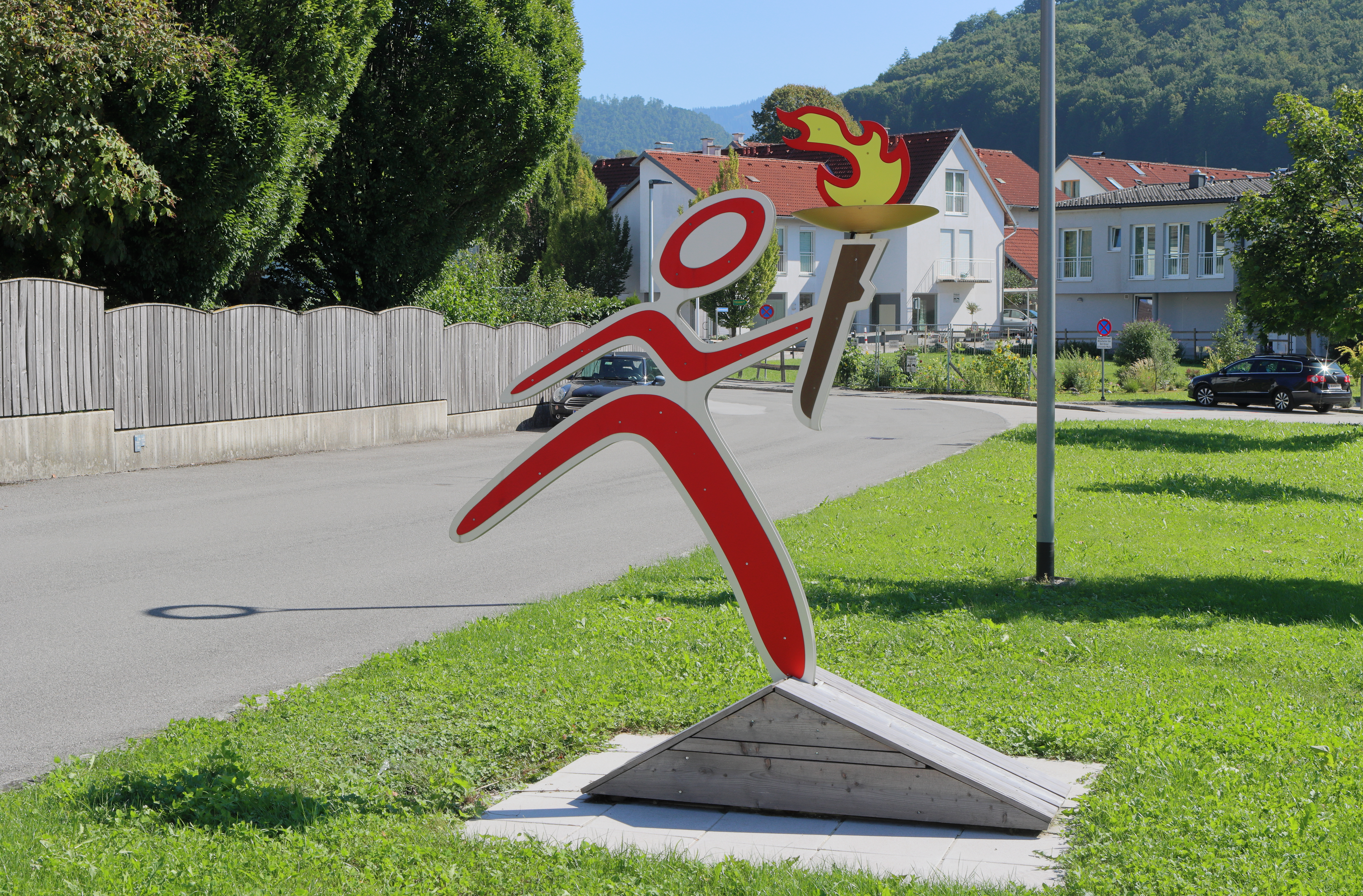
Friedenslicht-Skulptur
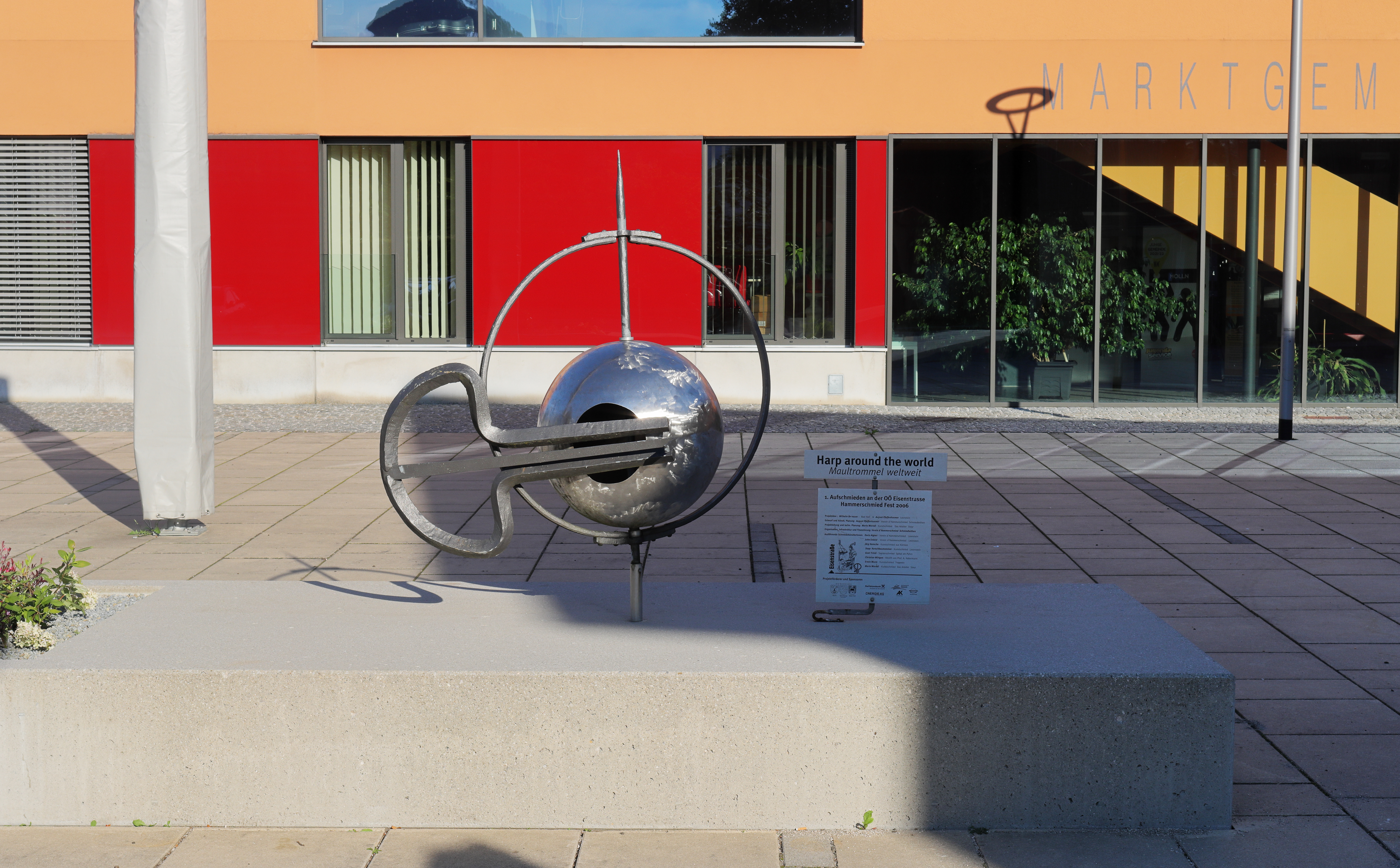
Harp around the world – Maultrommel weltweit
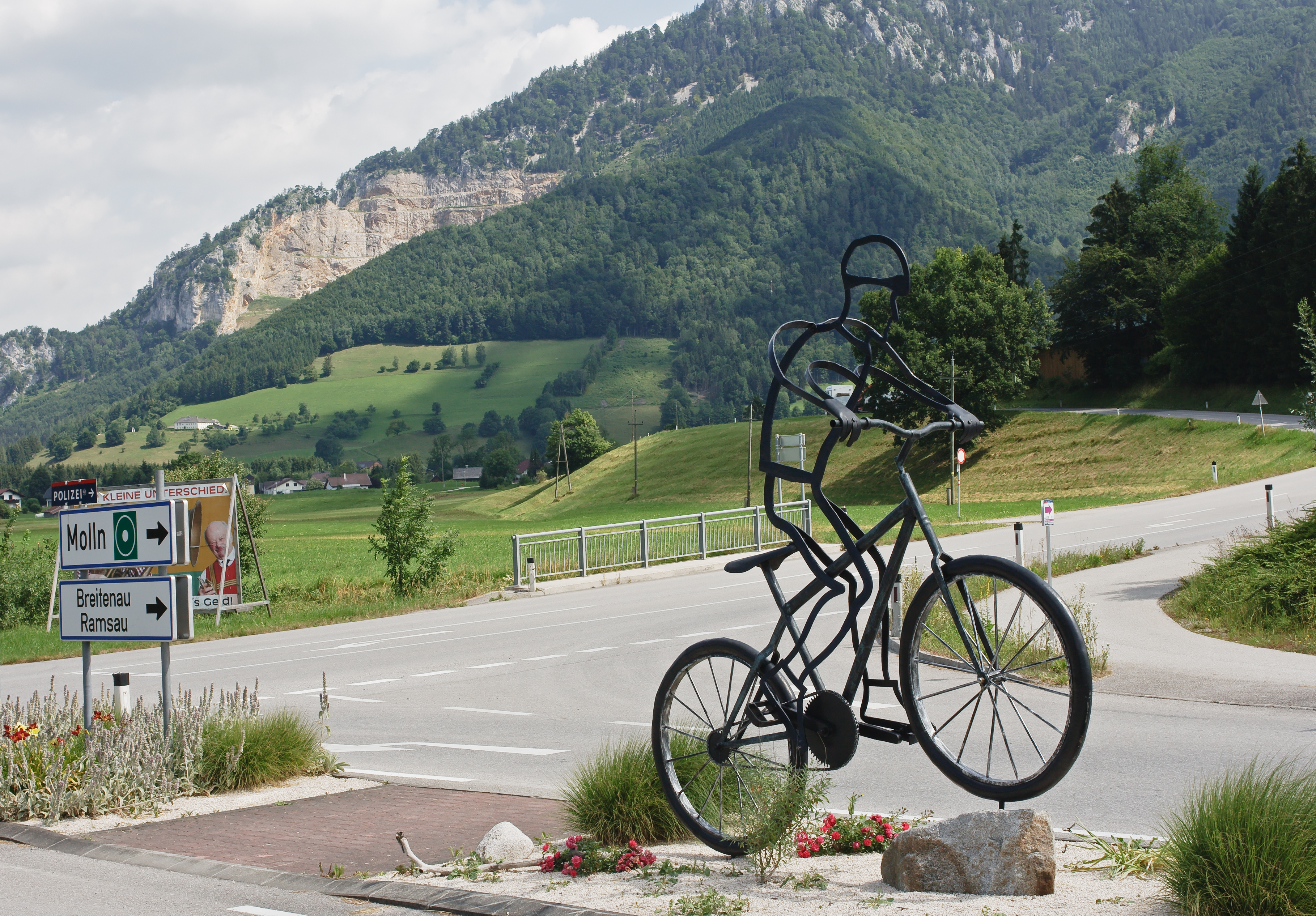
Mountainbike-Skulptur
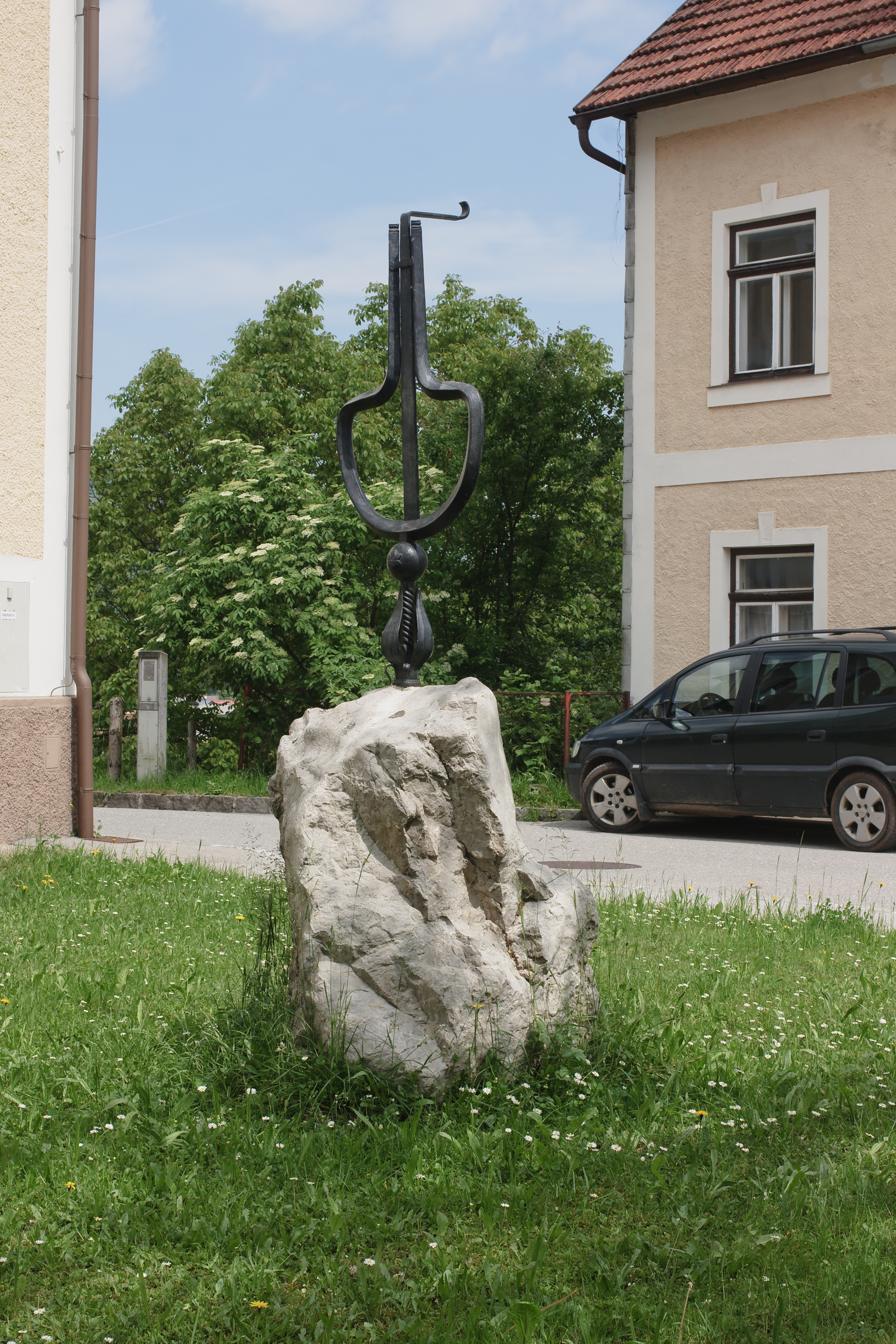
Skulptur bei der Landesmusikschule

### Denkmäler, Gedenkstätten
- Friedensdenkmal auf der Grünfläche vor dem Marktgemeindeamt.[31]
- Mahnmal für die zivilen Opfer des Nationalsozialismus beim Marktgemeindeamt.
- Mollner Kreuzweg mit 14 Stationen, bestehend aus Granitsäulen mit Edelstahlplatten (Beginn bei Schmiedstraße 17).[32]

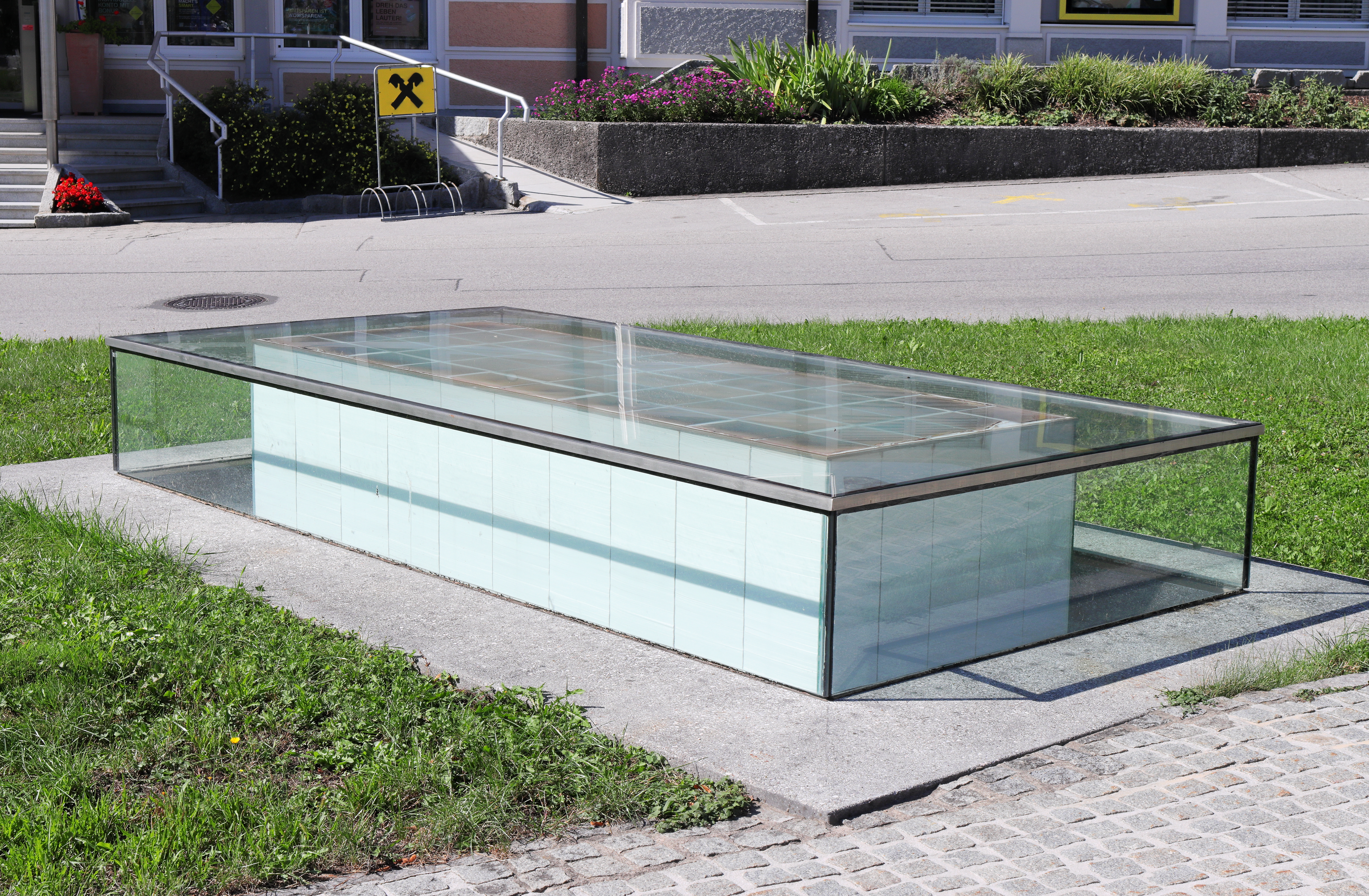
Friedensdenkmal
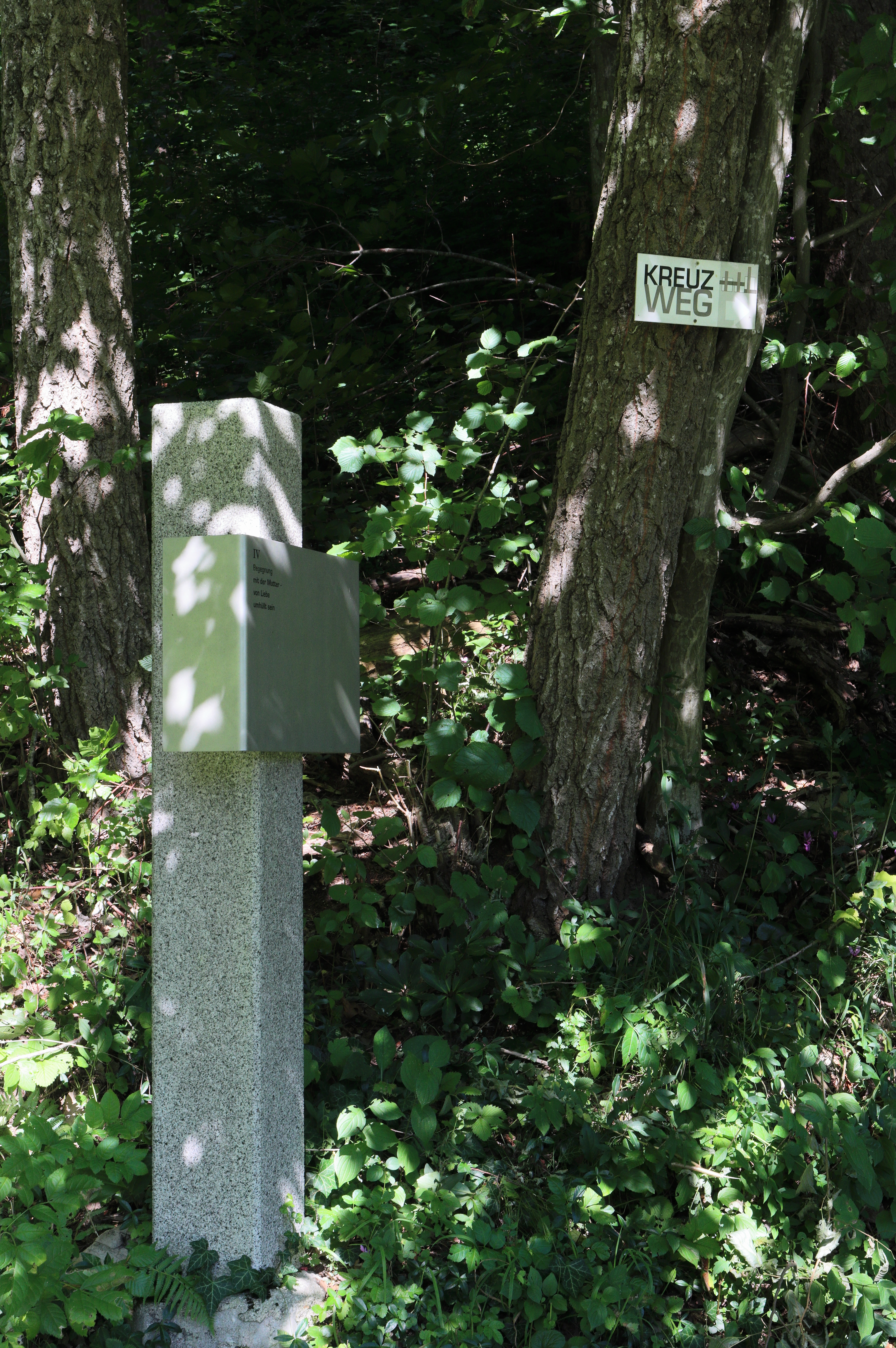
Mollner Kreuzweg, Station IV (4)

### Natur

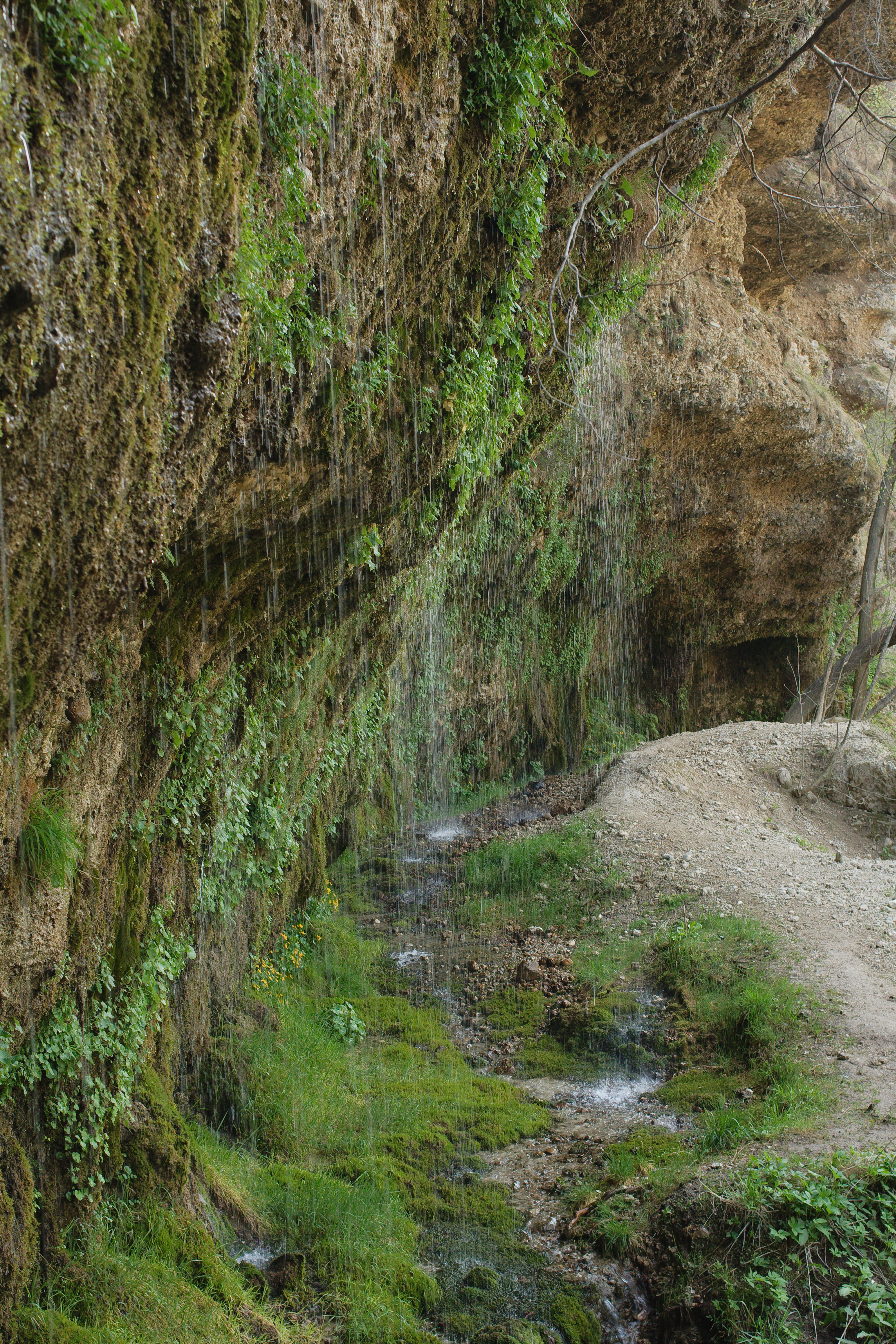
Die „Rinnende Mauer“ in der Steyrschlucht

- Nationalpark Kalkalpen: siehe auch weiter oben unter „Geographie“.
- Rinnende Mauer: eine großflächige Quelle an der Mollner Seite der Steyrschlucht.
- Schluchtabschnitte der Steyr und der Krummen Steyrling.[33]
- Sommerlinde bei Boards & More, vormals Schischuhfabrik Dachstein.[34]
- Bergahorn bei Haus Bräugrabenstraße 6.[35]

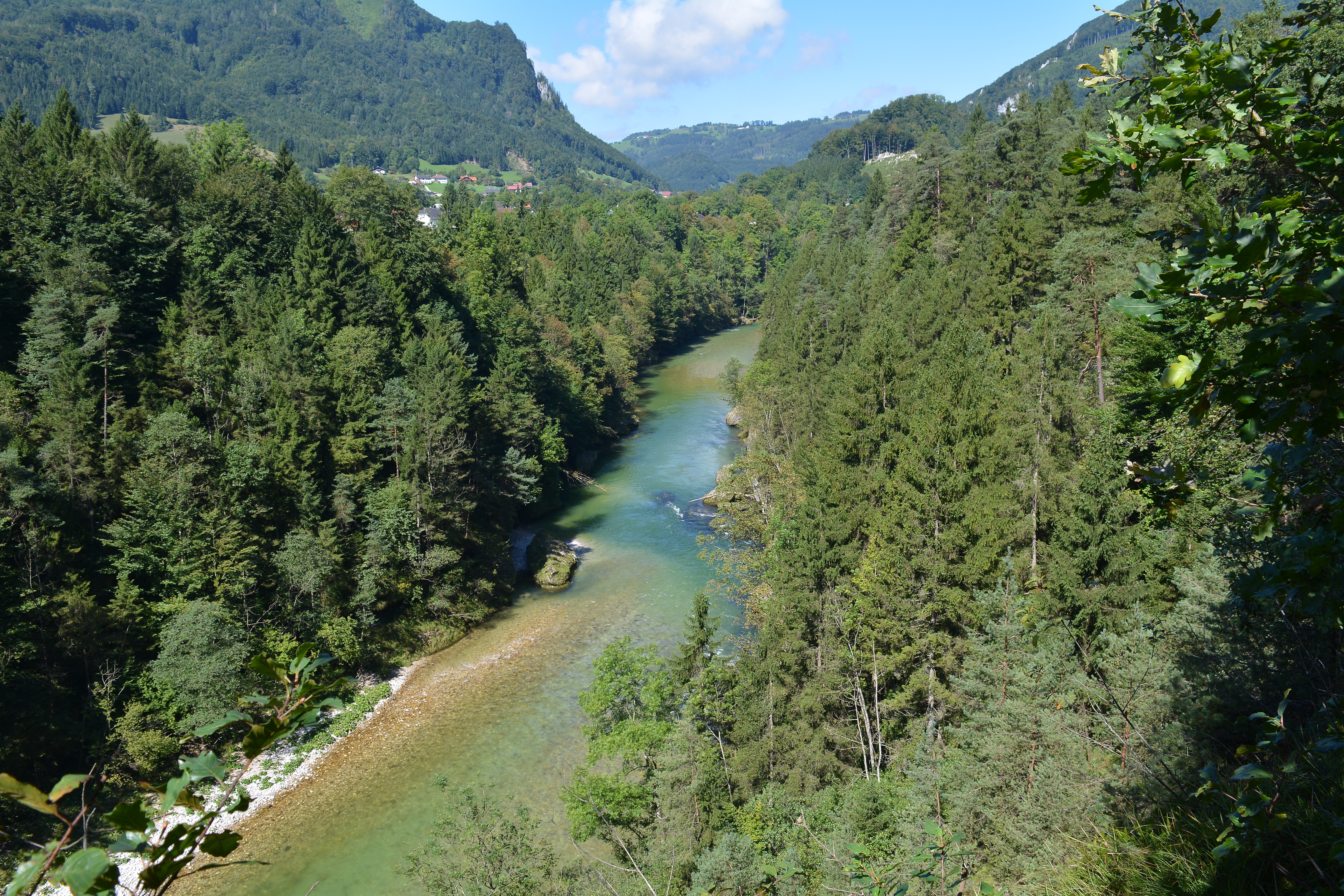
Steyrschlucht (rechte Seite)
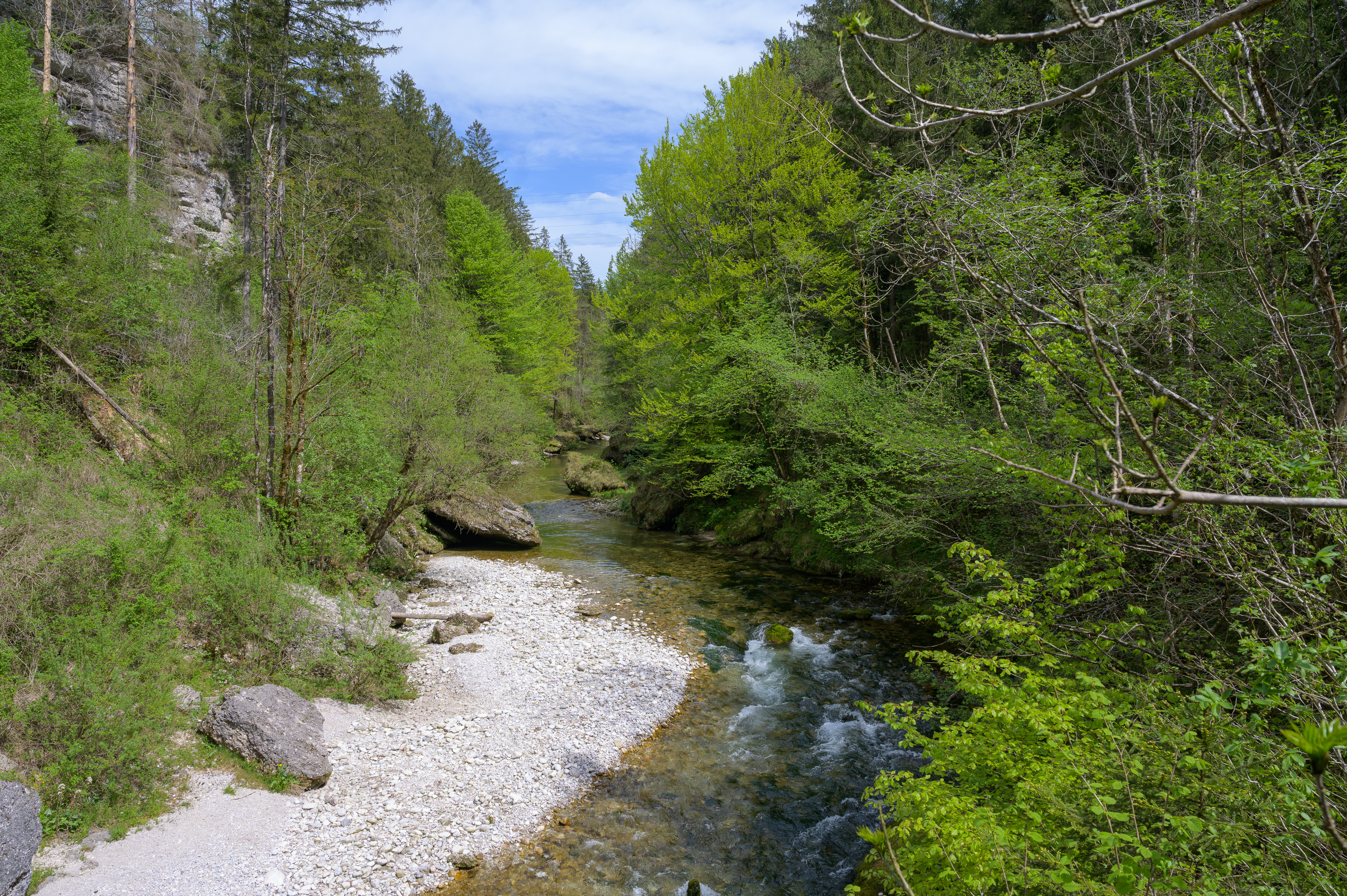
Krumme Steyrling kurz vor der Mündung
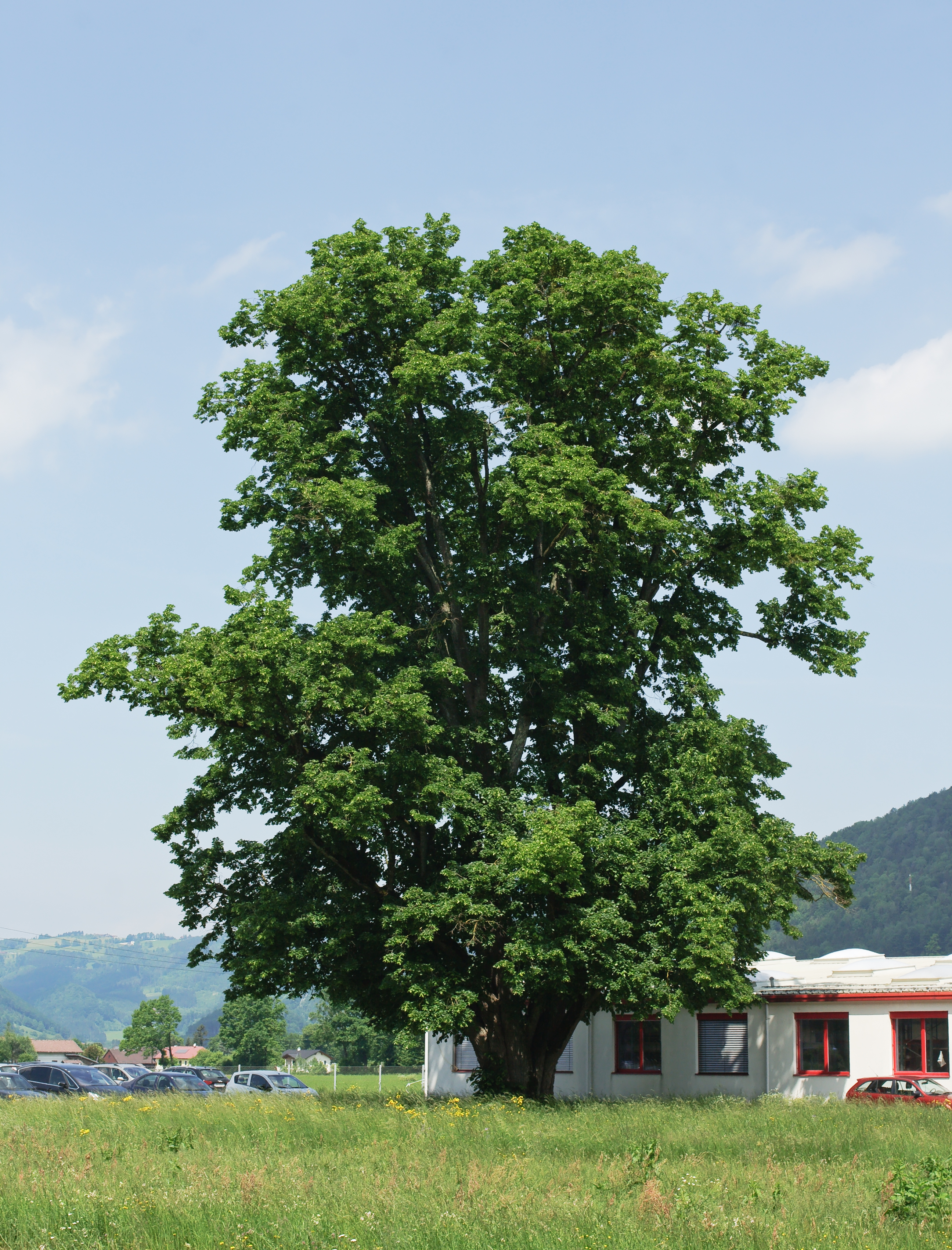
Sommerlinde
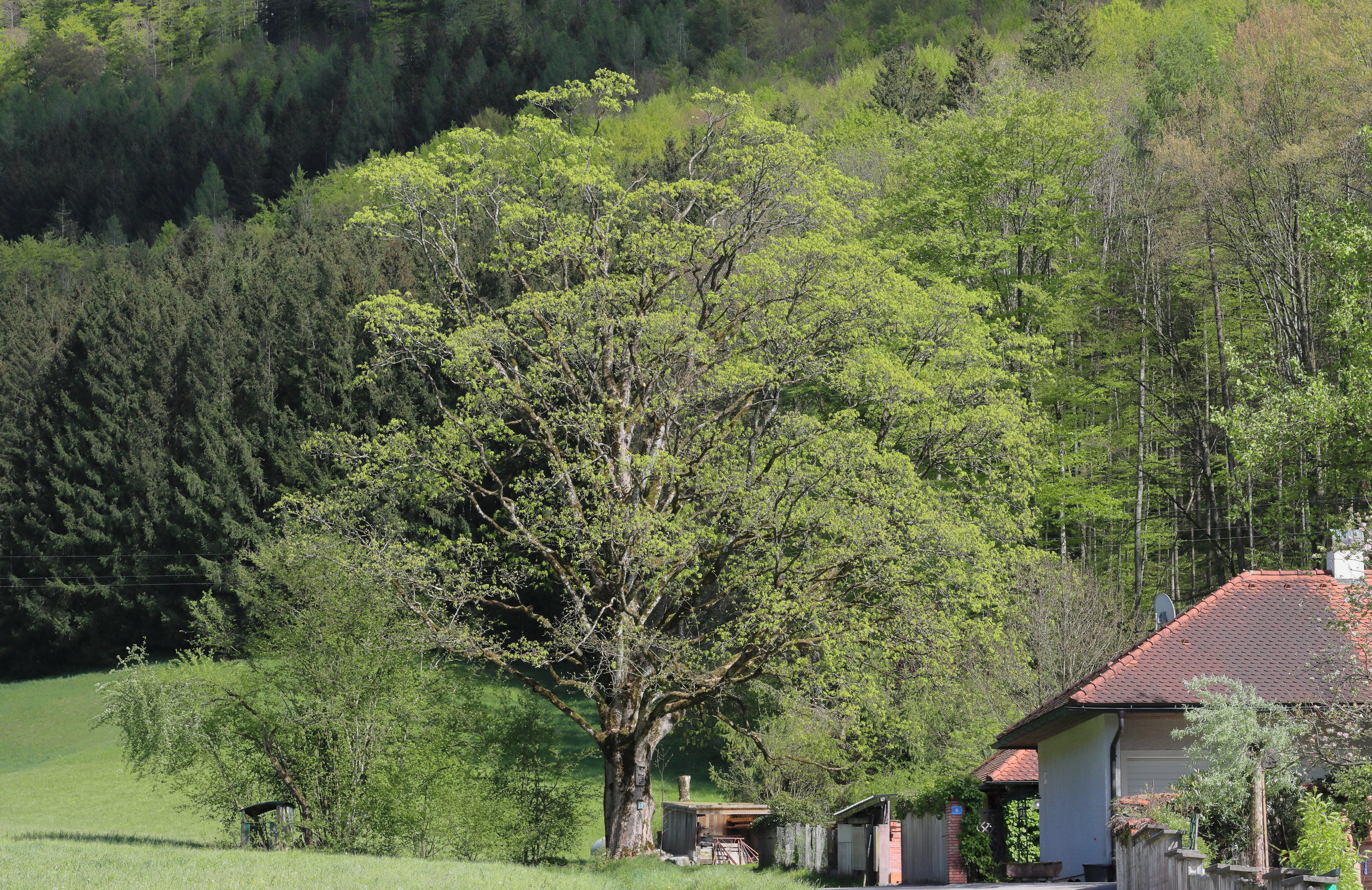
Bergahorn

## Wirtschaft und Infrastruktur

### Unternehmen

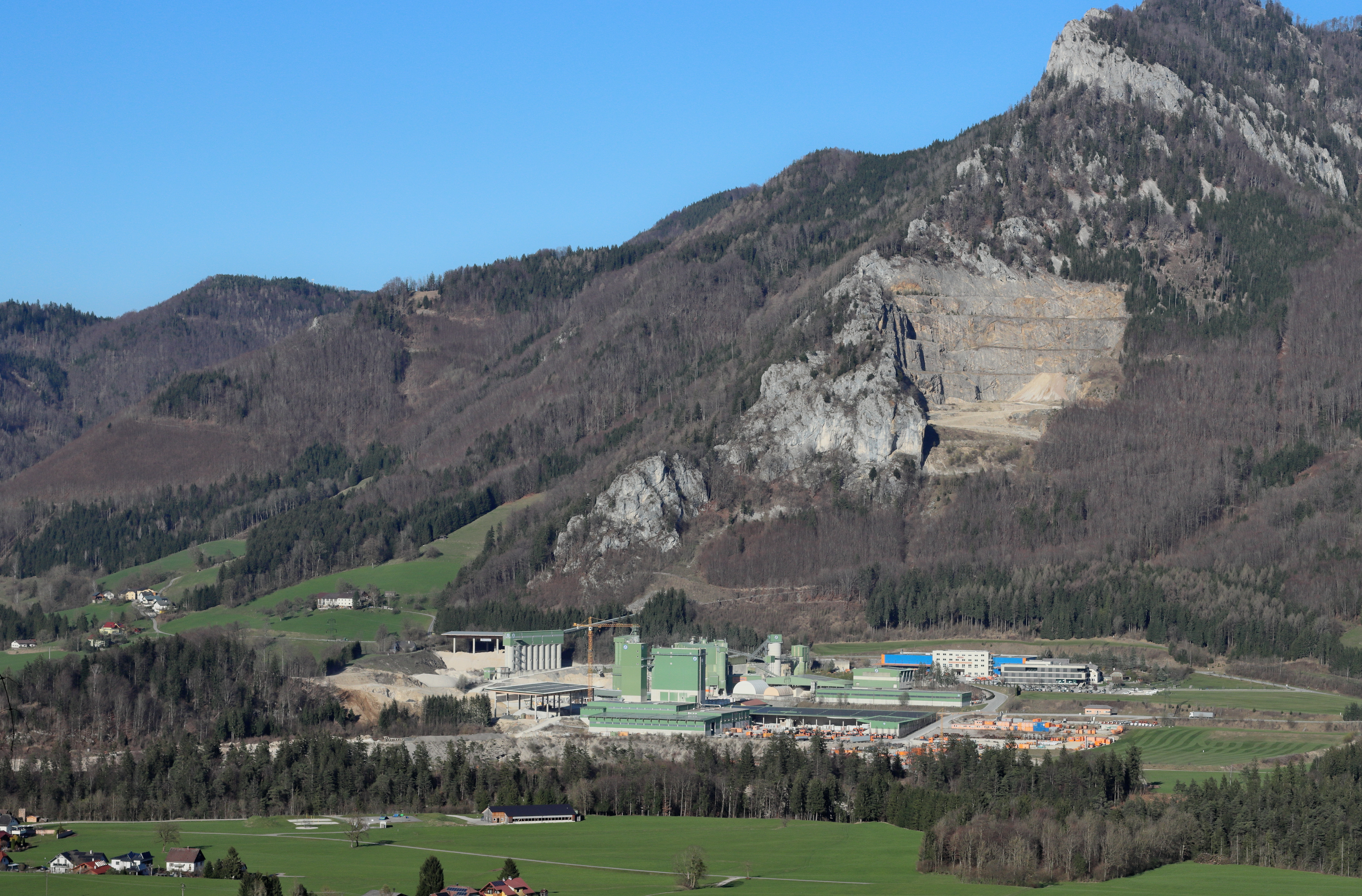
Das Berneggerwerk in der Gradau mit dem alten Steinbruch. Blick von der Hambaumstraße in Grünburg/Leonstein

- Die Firma Bernegger BaugesmbH. wurde 1947 als Kalkbrennerei gegründet. Das Unternehmen produziert Kies, Kalk, Beton sowie Spritzbeton und führt Abbrucharbeiten und Baustoffrecycling durch.[36]
- Die Firma Piesslinger GmbH. – Eloxal- und Pulverbeschichtung geht auf eine Mitte des 16. Jahrhunderts gegründete Sensenschmiede zurück. 1950 wurde eine Eloxalanlage für industrielle Anwendungen errichtet.[37]
- Röfix AG, Fertigputz
- Der 1679 gegründete Betrieb Musikinstrumentenerzeugung Karl Schwarz stellt die bekannten Mollner Maultrommeln her.[38]
- Waffen und Harnischschmiede Schmidberger. Die Schmidten bei der Lacken (Schmiedstraße 17) geht auf das 14. Jahrhundert zurück und befindet sich seit mehr als 200 Jahren im Besitz der Familie Schmidberger. Heute ist der Handwerksbetrieb auf die Herstellung und Restaurierung mittelalterlicher Rüstungen, Hieb- und Stichwaffen spezialisiert. Dort werden auch für die Päpstliche Schweizergarde im Vatikan Rüstungen hergestellt.[39][40]
- Der Sportartikelhersteller Boards & More (Hauptsitz)[41]
- Die Genossenschaft Hackschnitzelheizung Molln betreibt ein Nahwärmenetz mit drei Heizwerken. Angeschlossen sind der Ortskern, Teile des Ortsgebietes Au, sowie Teile von Leonstein und Oberleonstein (Gemeinde Grünburg).[42]

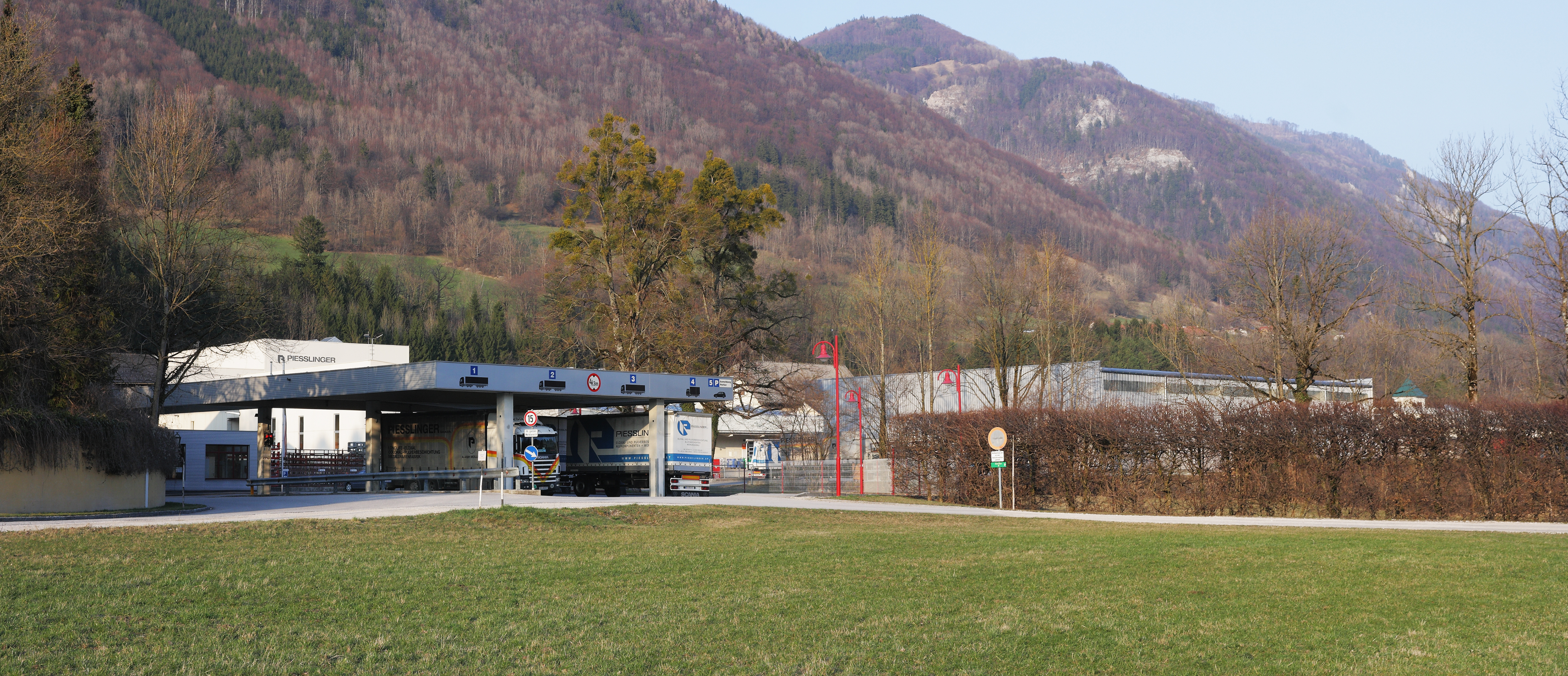
Piesslinger
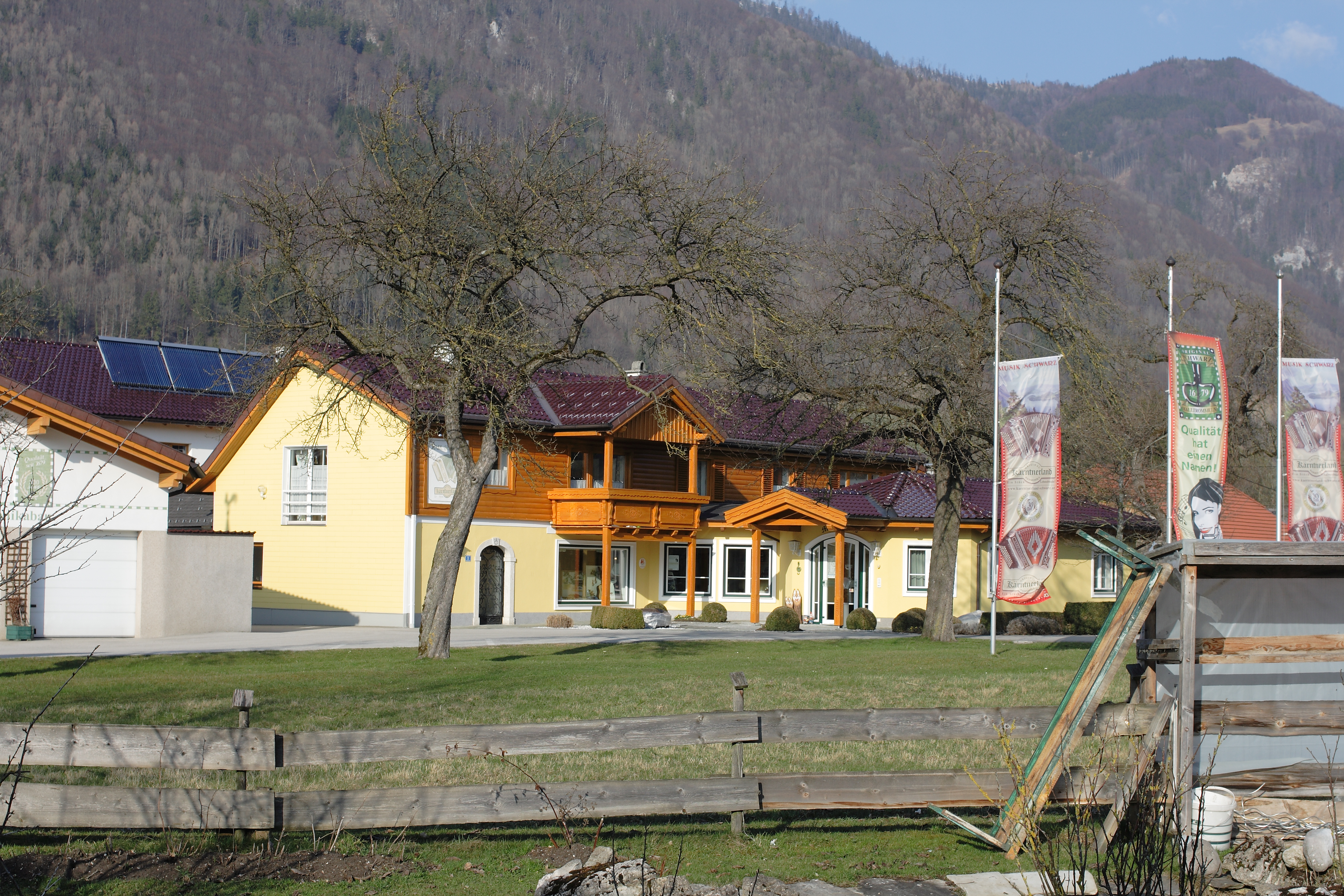
Musik Schwarz
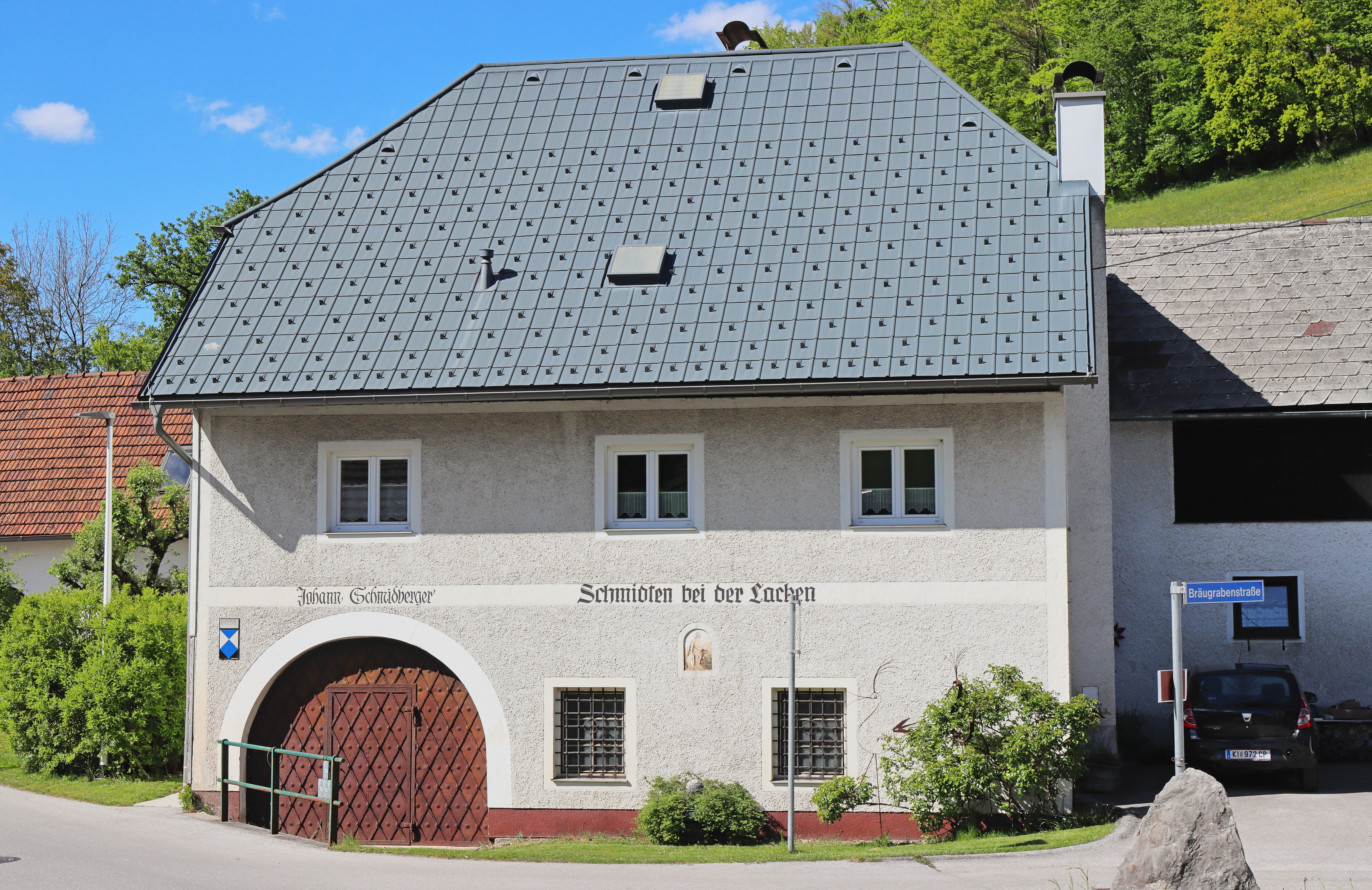
Schmidten bei der Lacken (Schmiede Schmidberger)
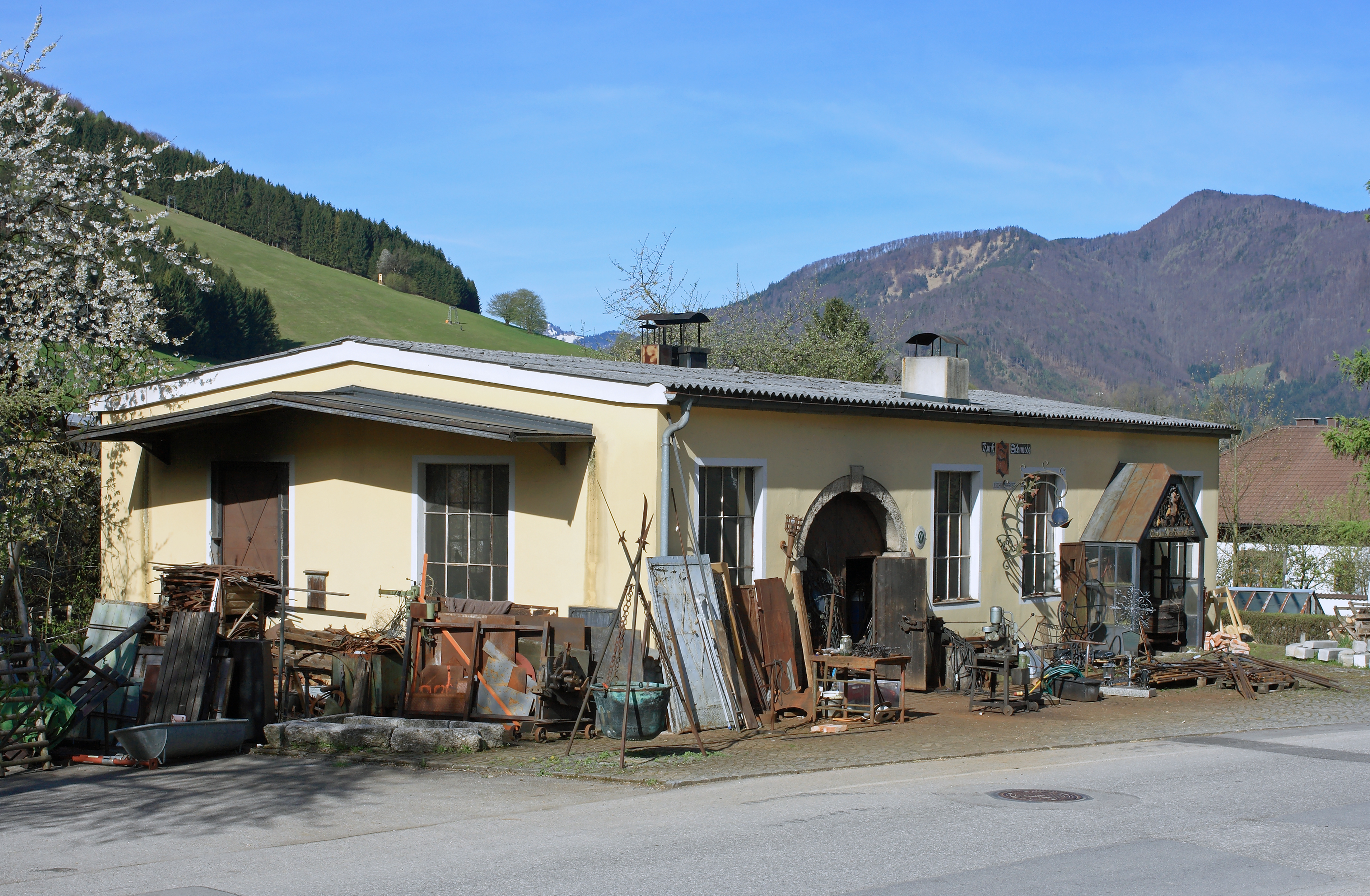
Schmiede Schmidberger (Werkstattgebäude)
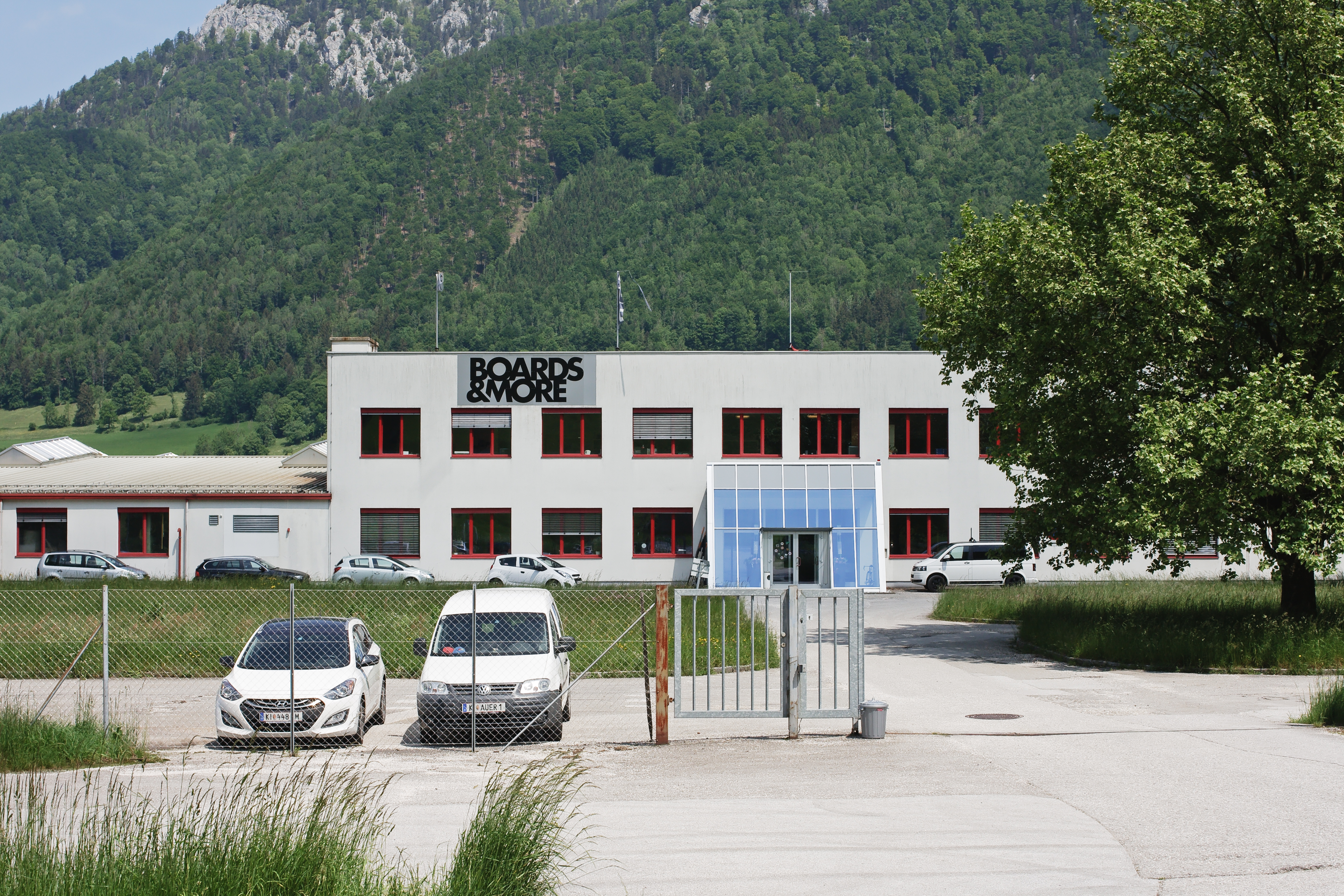
Boards & More Hauptsitz, Rabach 1
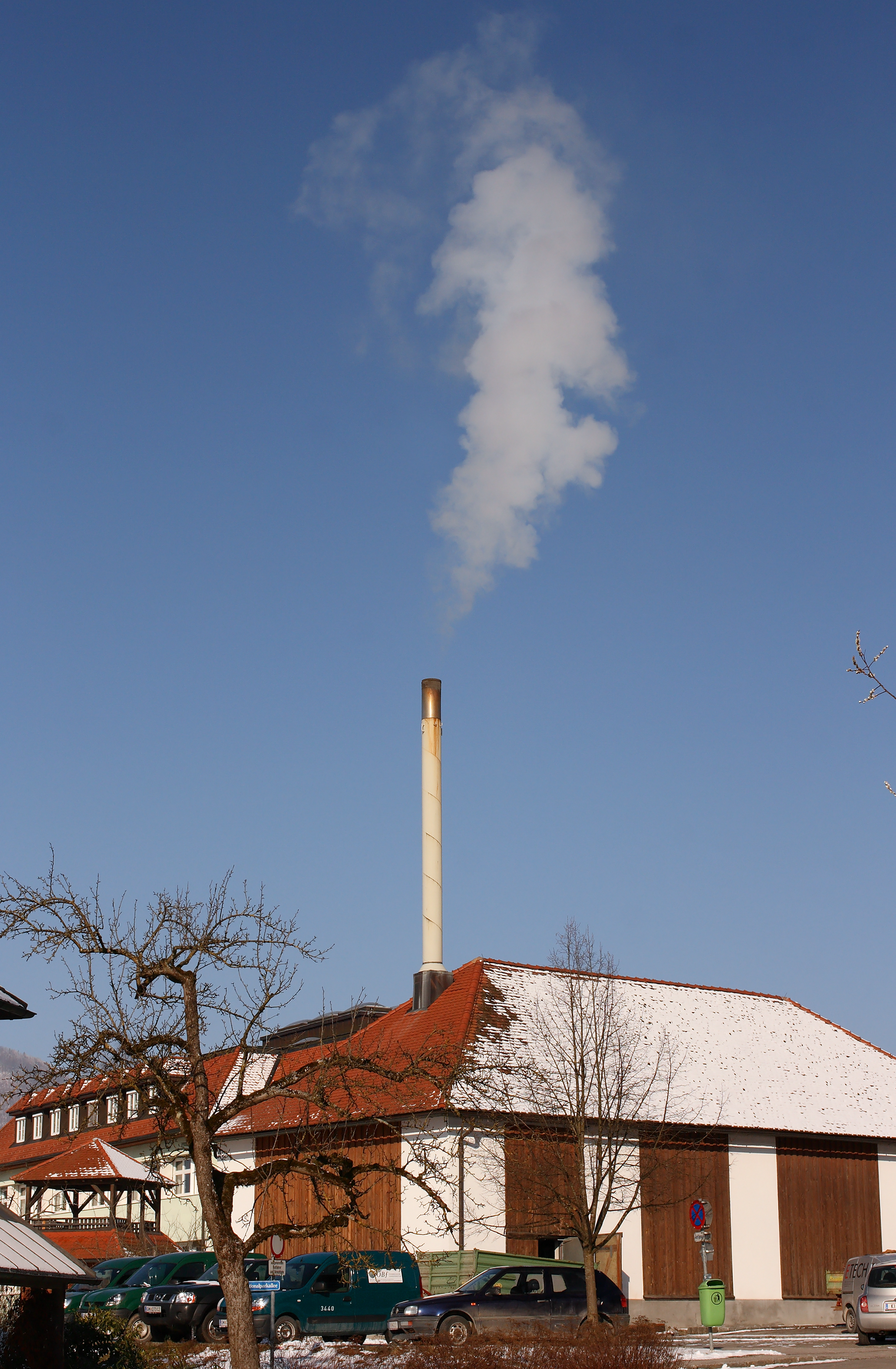
Hackschnitzel-Heizwerk

### Infrastruktur

#### Bildung
- Kindergarten
- Hort
- Volksschule
- Neue Mittelschule
- Landesmusikschule
- Bücherei im Nationalparkzentrum

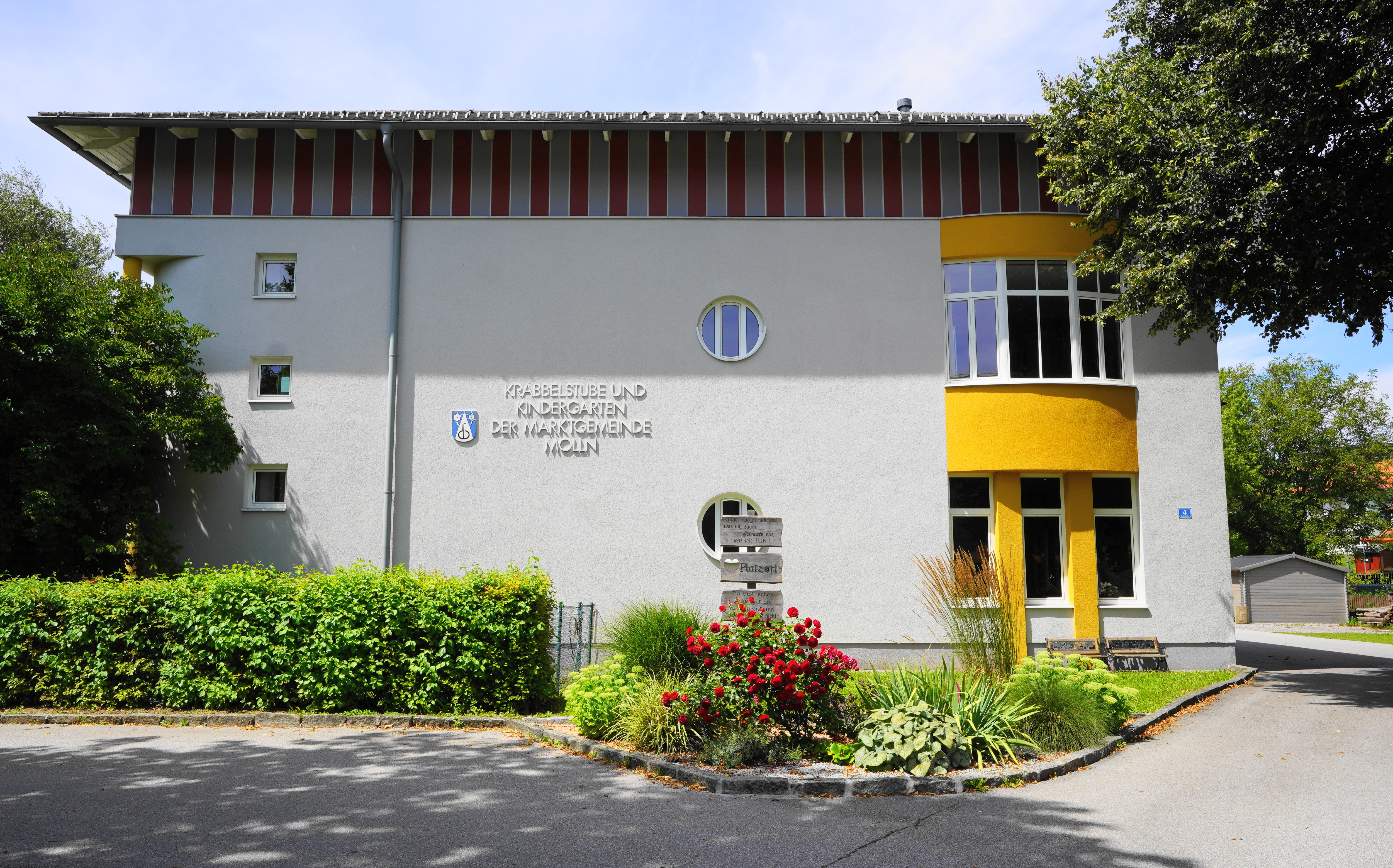
Kindergarten, Marktstraße 4
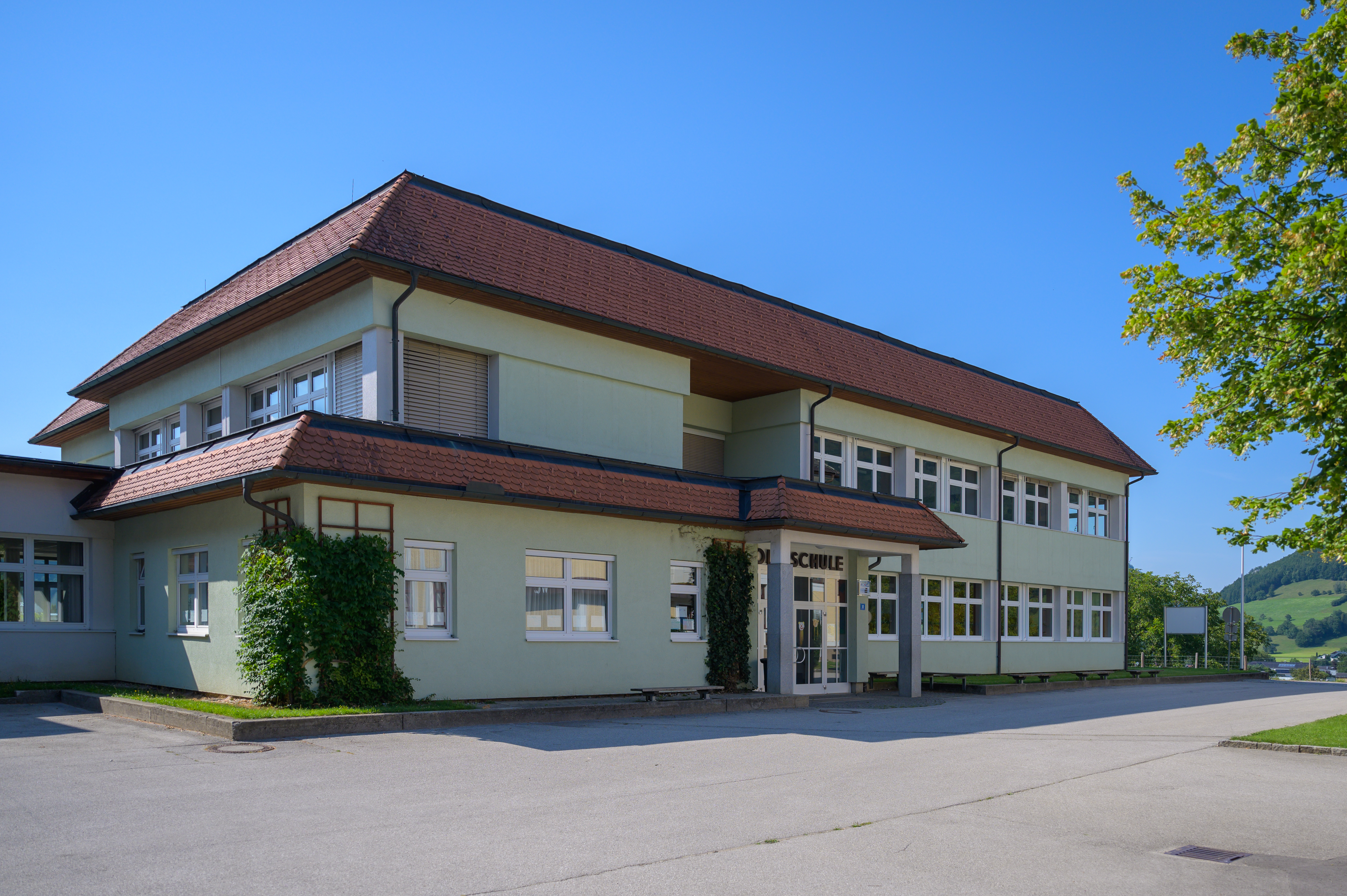
Volksschule, Schulstraße 10
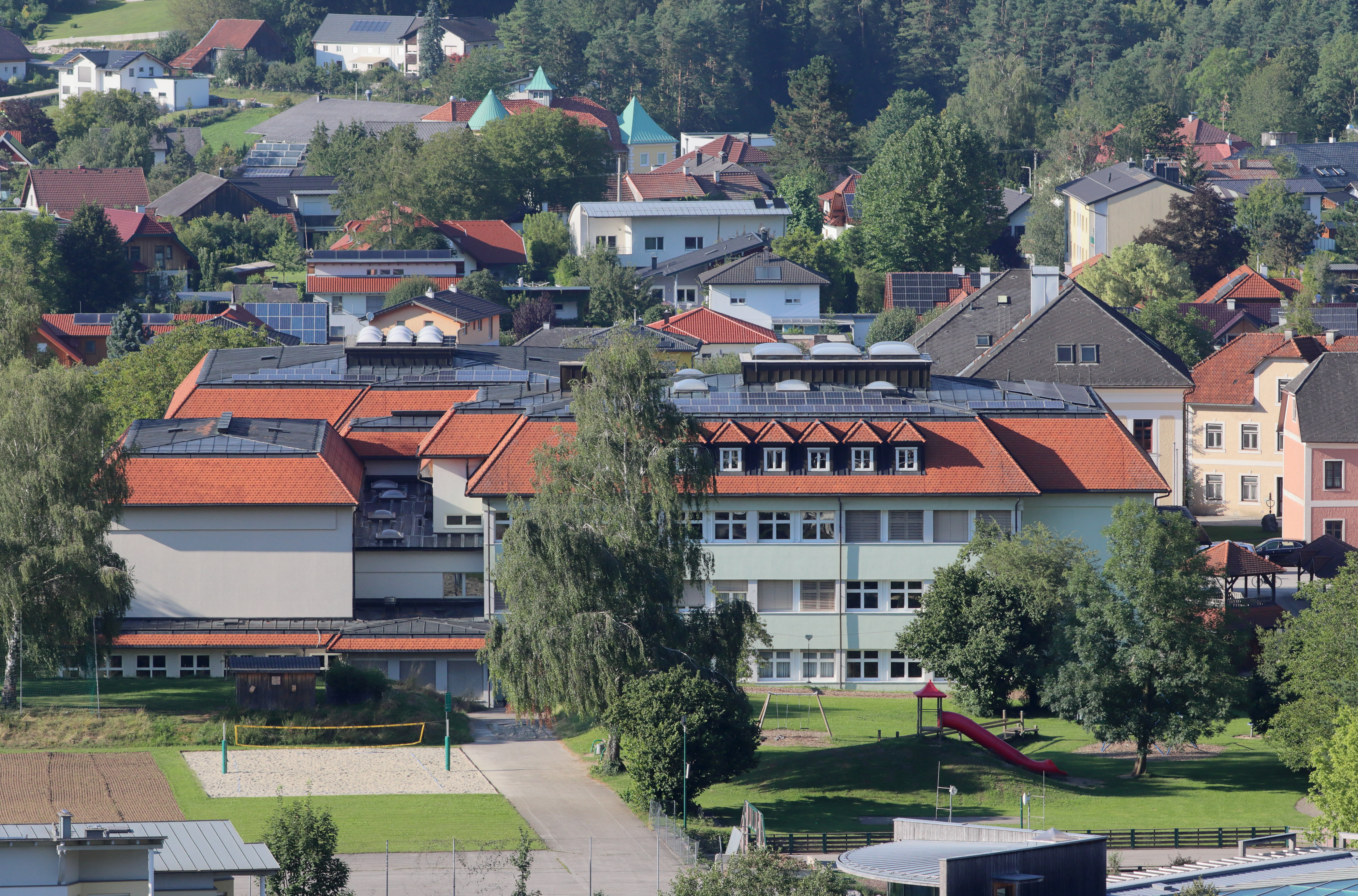
Mittelschule, Schulstraße 11
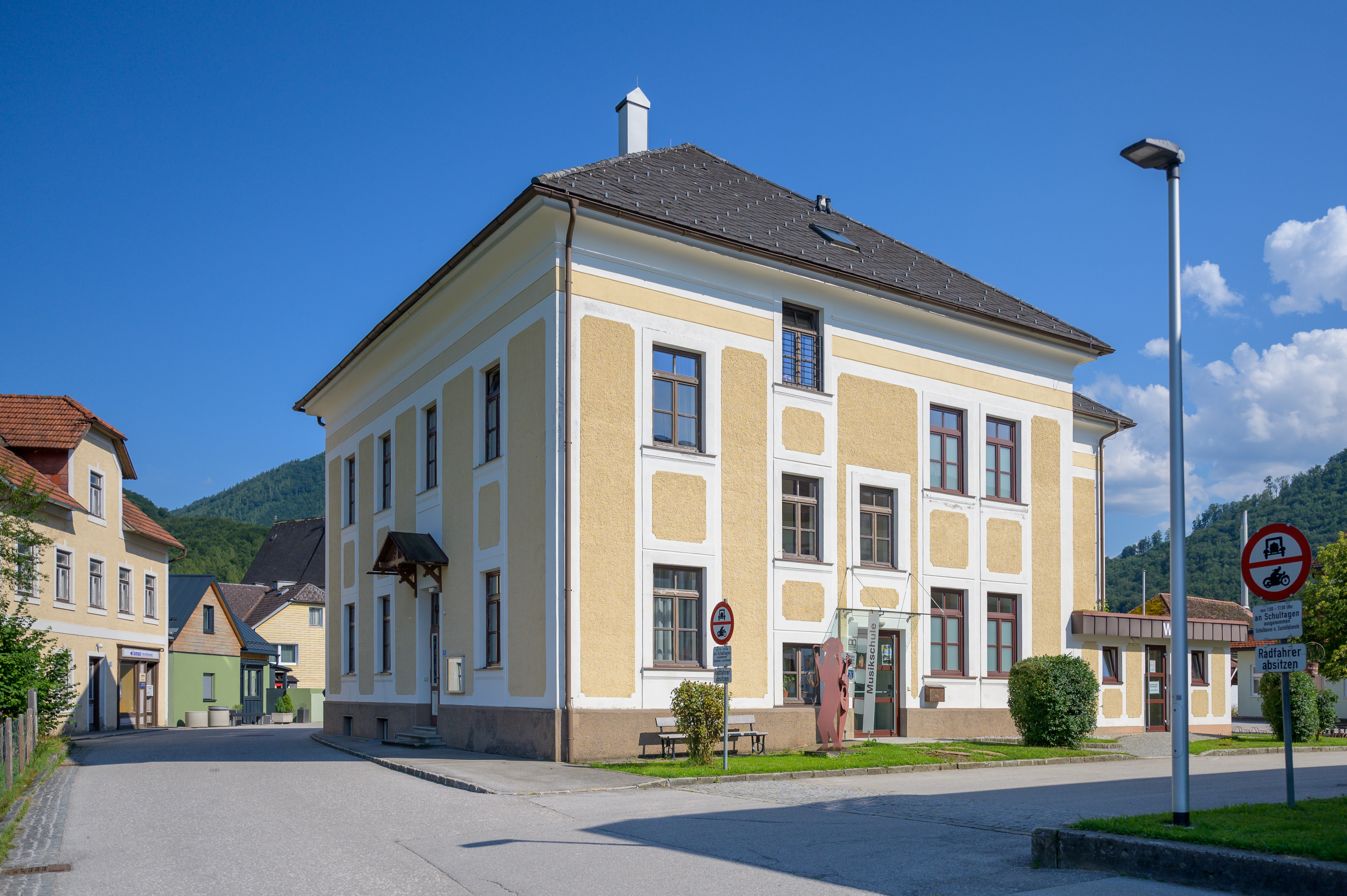
Landesmusikschule, Schulstraße 9

#### Polizei
Die für Molln zuständige Polizeiinspektion Steyrtal befindet sich in der Nachbargemeinde Grünburg, Ortsteil Leonstein. Bis Ende März 2016 gab es eine eigene Polizeiinspektion Molln.

#### Verkehr
Durch das Gemeindegebiet führen die 16 Kilometer lange Mollner Straße (L 1325) und die Haunoldmühlstraße (L 1327). Die Mollner Straße zweigt auf Grünburger Gemeindegebiet von der Steyrtal Straße ab und überquert auf der Stefaniebrücke die Steyrschlucht (Gemeindegrenze). Danach verläuft sie erst durch das Ortszentrum und danach durch den Ortsteil Breitenau. Die Haunoldmühlstraße zweigt nach der Stefaniebrücke ab und führt durch die Gradau. Danach verlässt sie das Gemeindegebiet und führt weiter durch Steinbach an der Steyr. Bei der Haunoldmühle mündet sie auf Grünburger Gebiet in die Steyrtal Straße.

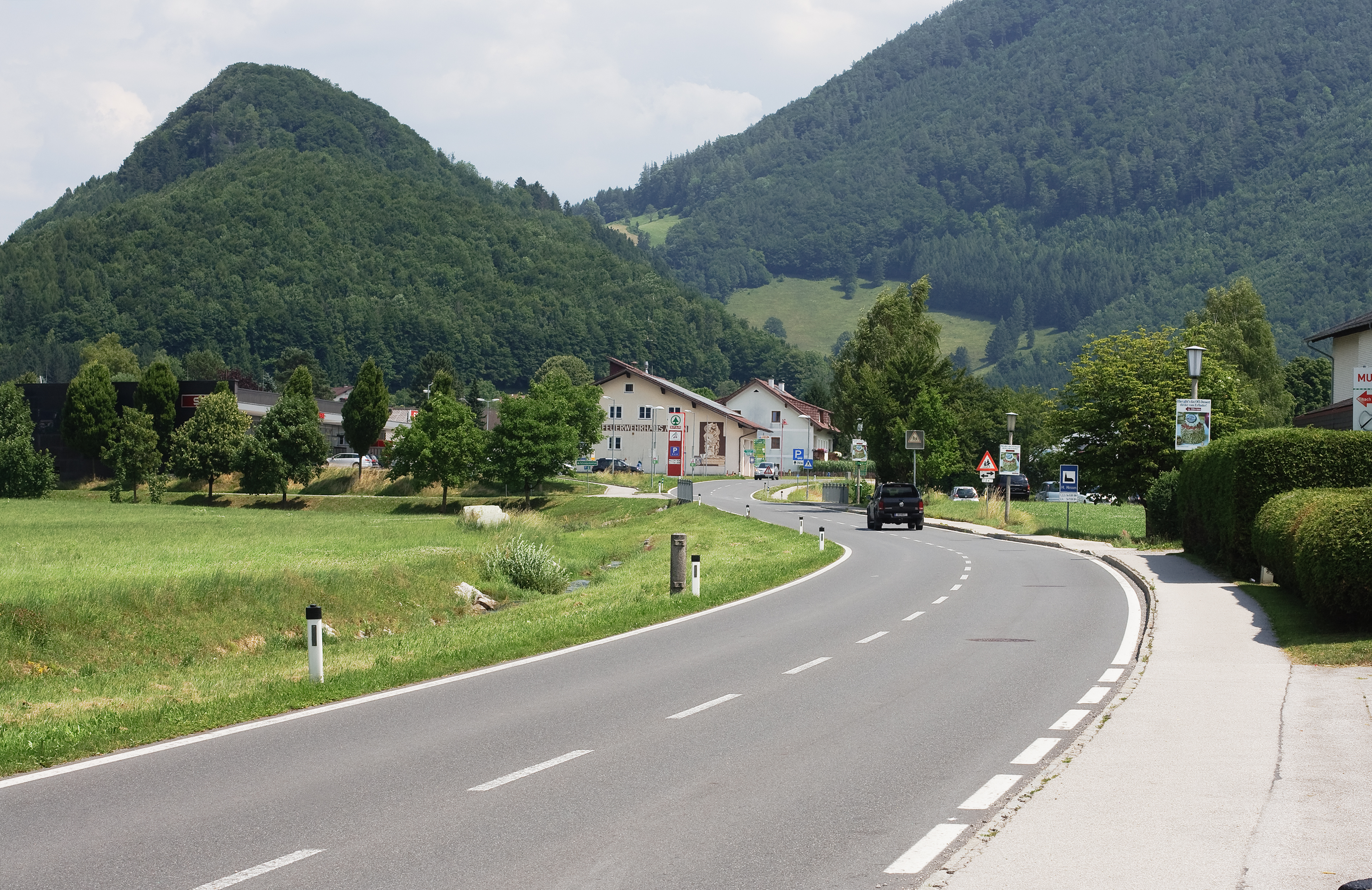
Mollner Landesstraße beim Ortszentrum (Buseckerstraße)

Die 1980 in diesem Abschnitt eingestellte schmalspurige Steyrtalbahn verband die Orte Garsten bei Steyr und Klaus an der Pyhrnbahn. Heute verläuft auf ihrer Trasse bei Molln der Steyrtal-Radweg.

#### Feuerwehren
- FF Molln
- FF Breitenau
- FF Ramsau
- FF Frauenstein

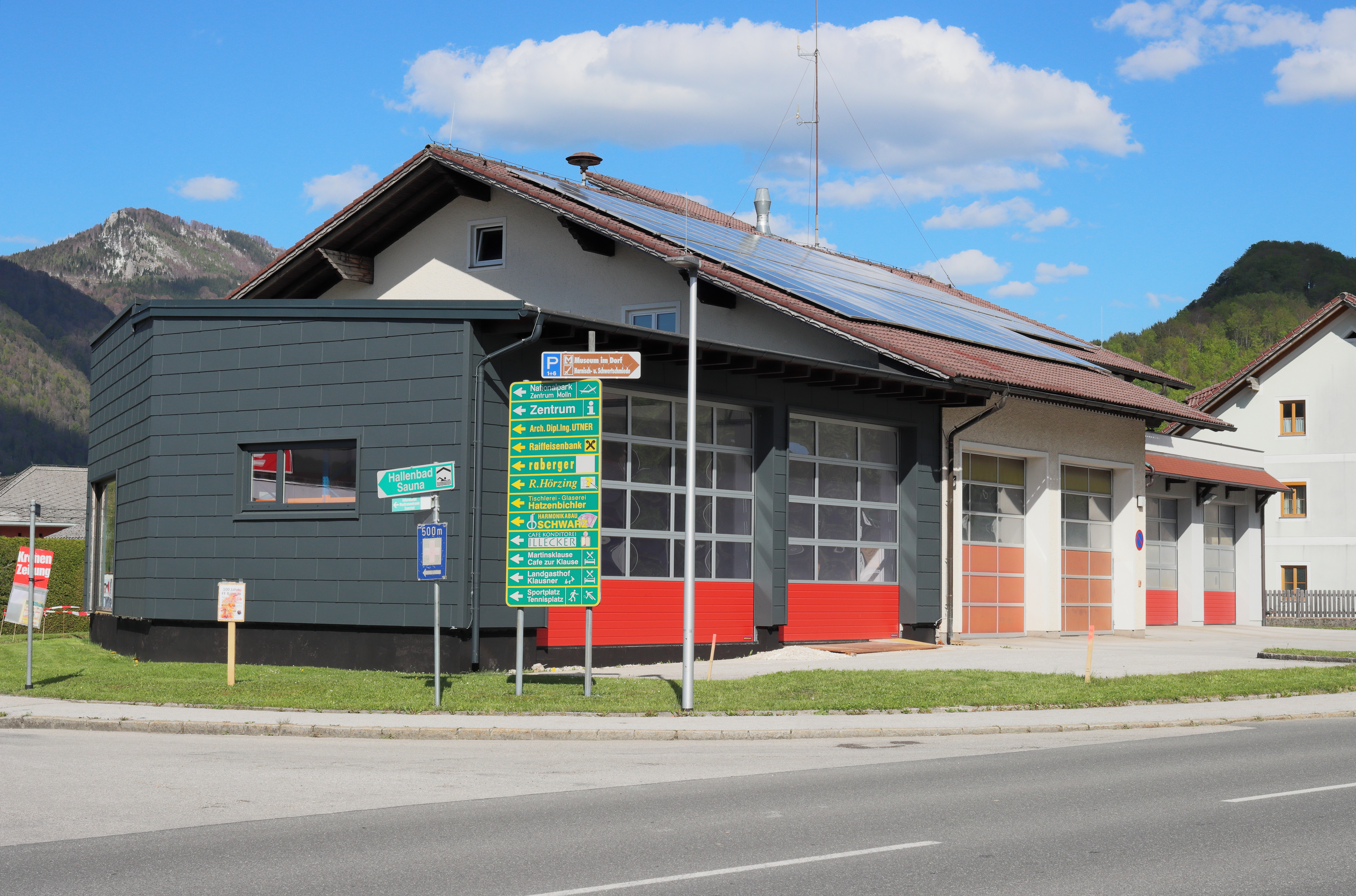
Feuerwehrhaus Molln
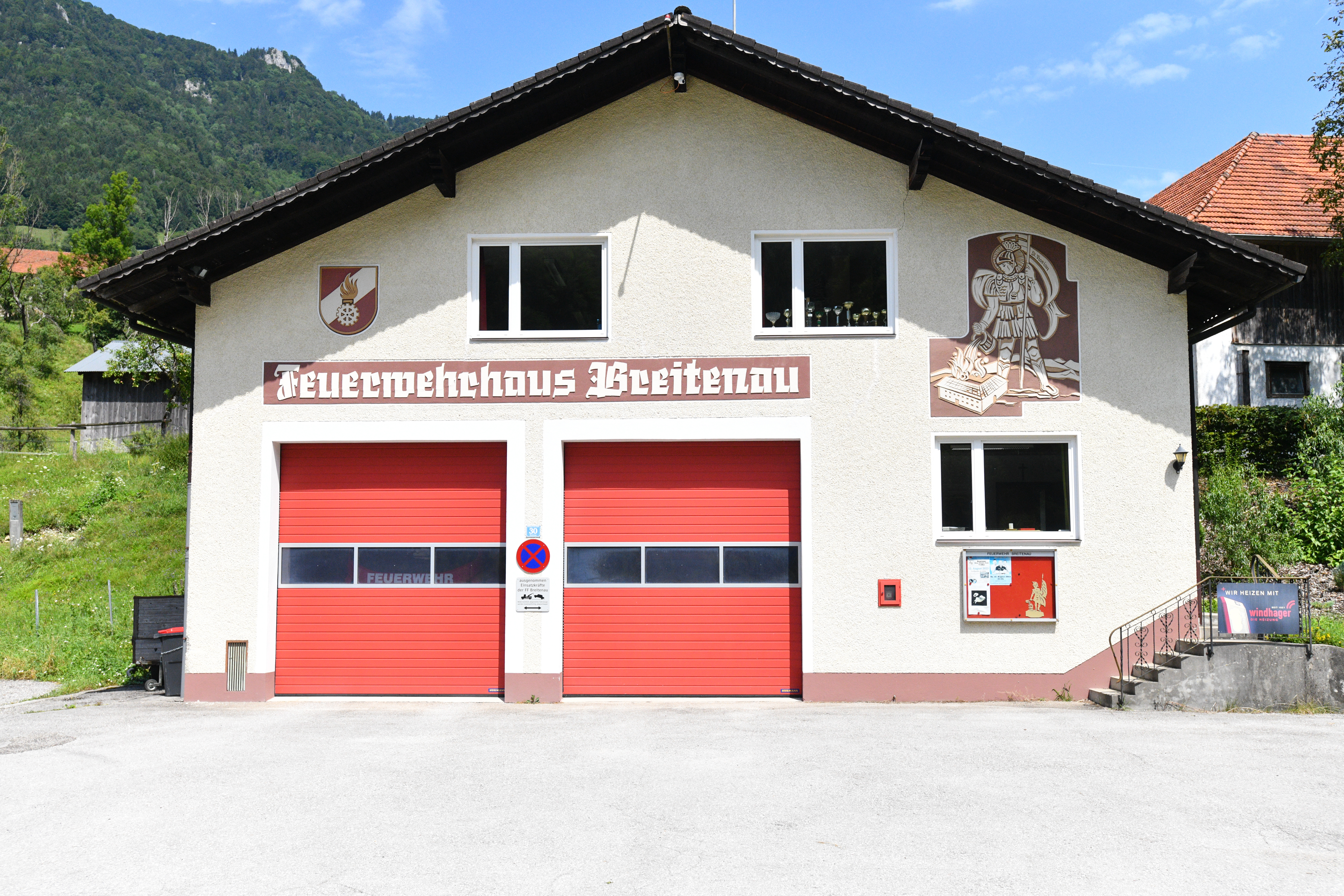
Feuerwehrhaus Breitenau
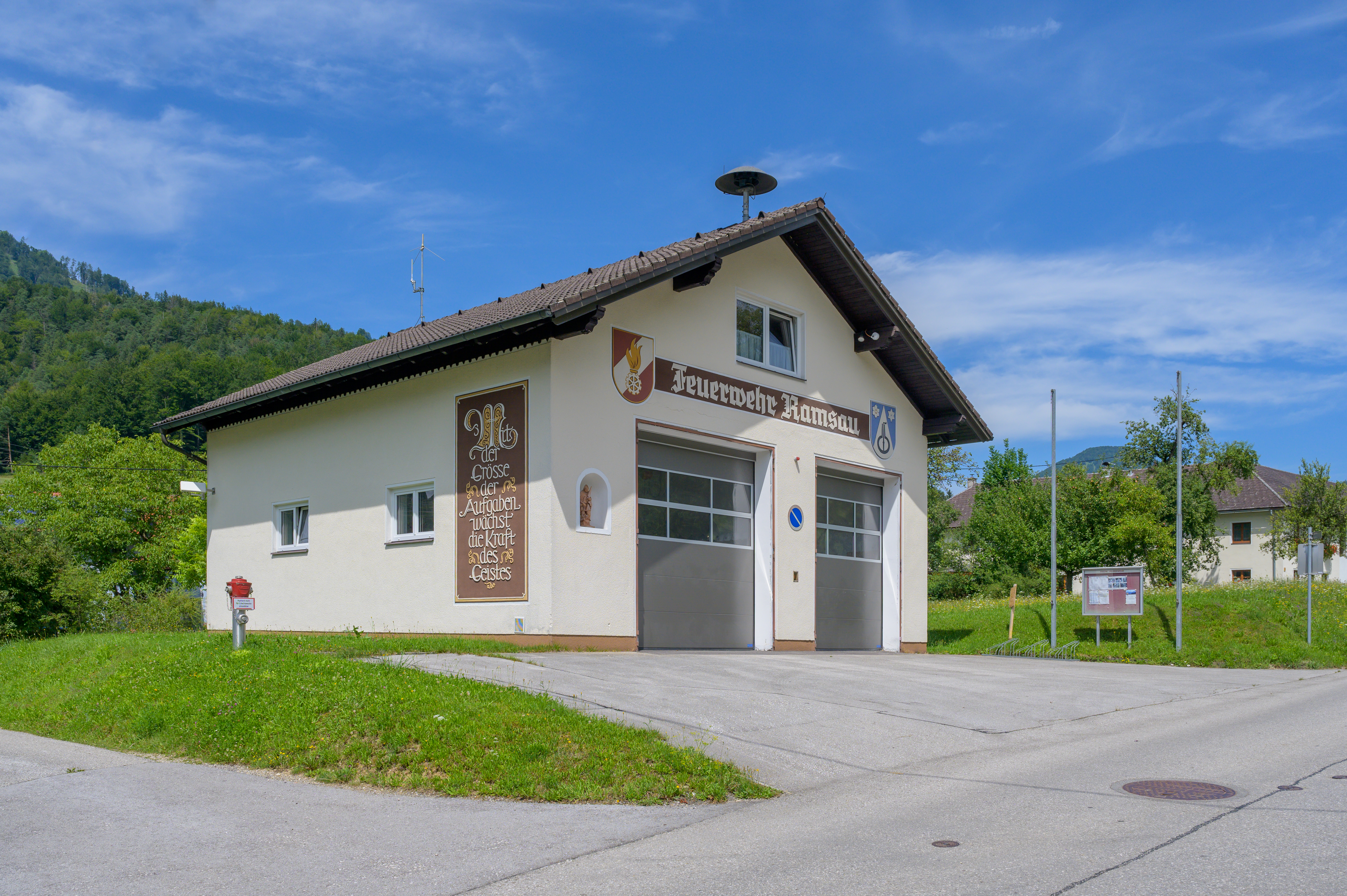
Feuerwehrhaus Ramsau
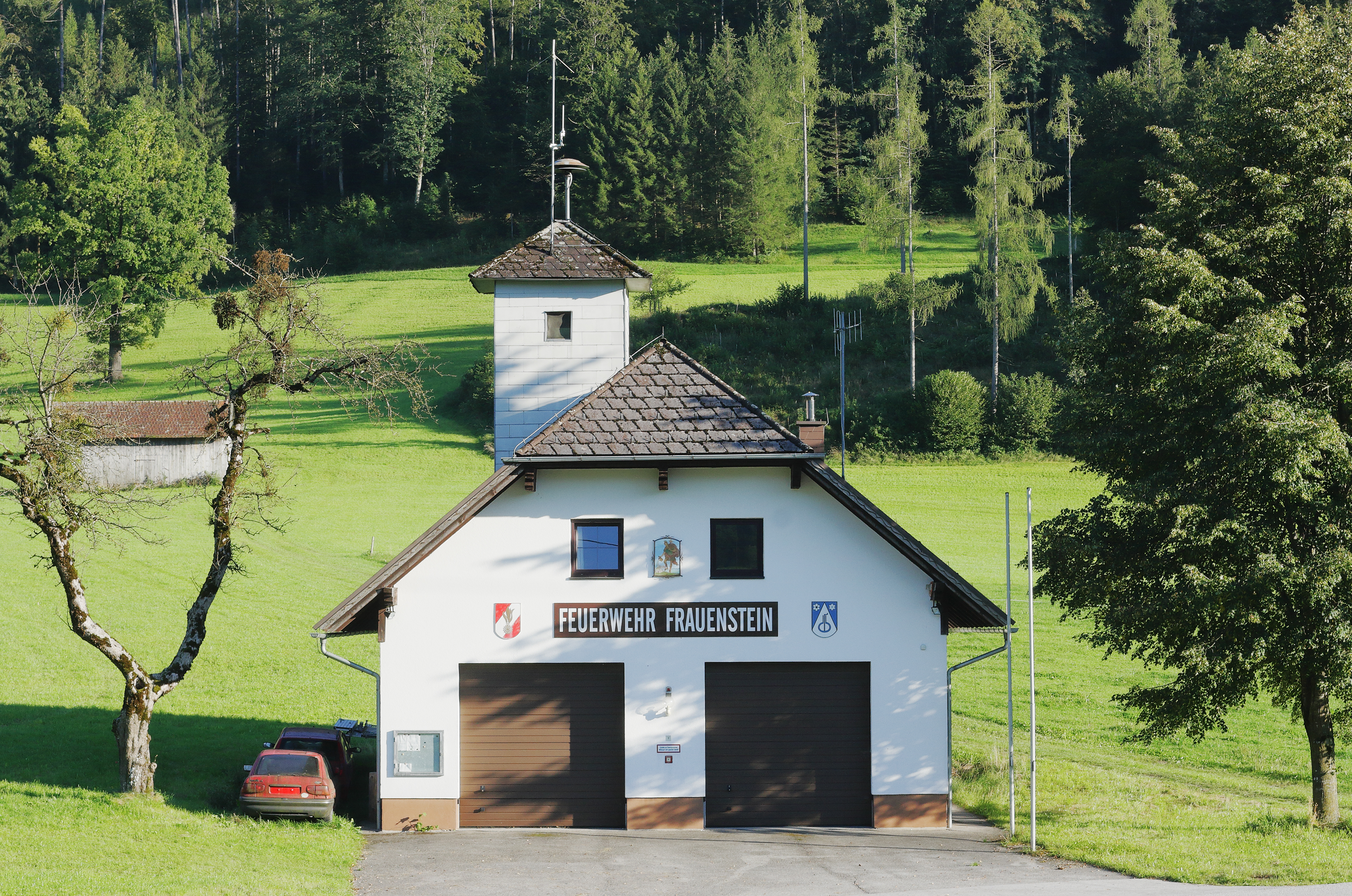
Feuerwehrhaus Frauenstein

#### Sport und Freizeit

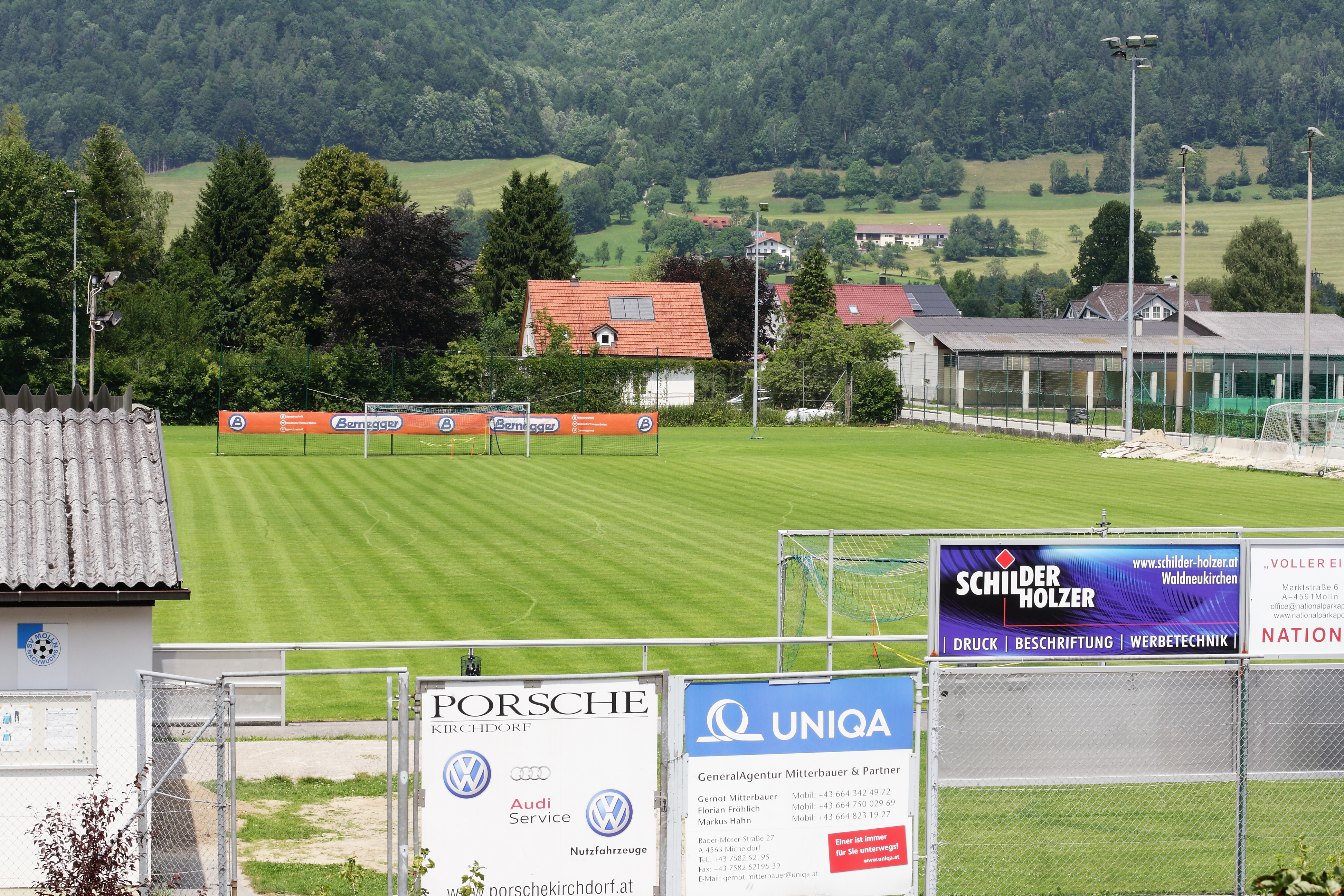
Fußballplatz

- SV Molln: örtlicher Sportverein mit fünf Sektionen: Fußball, Wintersport, Tennis, Turnen, Tischtennis
- Hallenbad mit Sauna

#### Vereine und Körperschaften
- circa 70 Vereine und Körperschaften

#### Bundesheer
Das Bundesheer betreibt in der Ortschaft Ramsau den Schießplatz Ramsau-Molln, auch Schießplatz Hopfing genannt.

## Politik
Der Gemeinderat hat 25 Mitglieder.

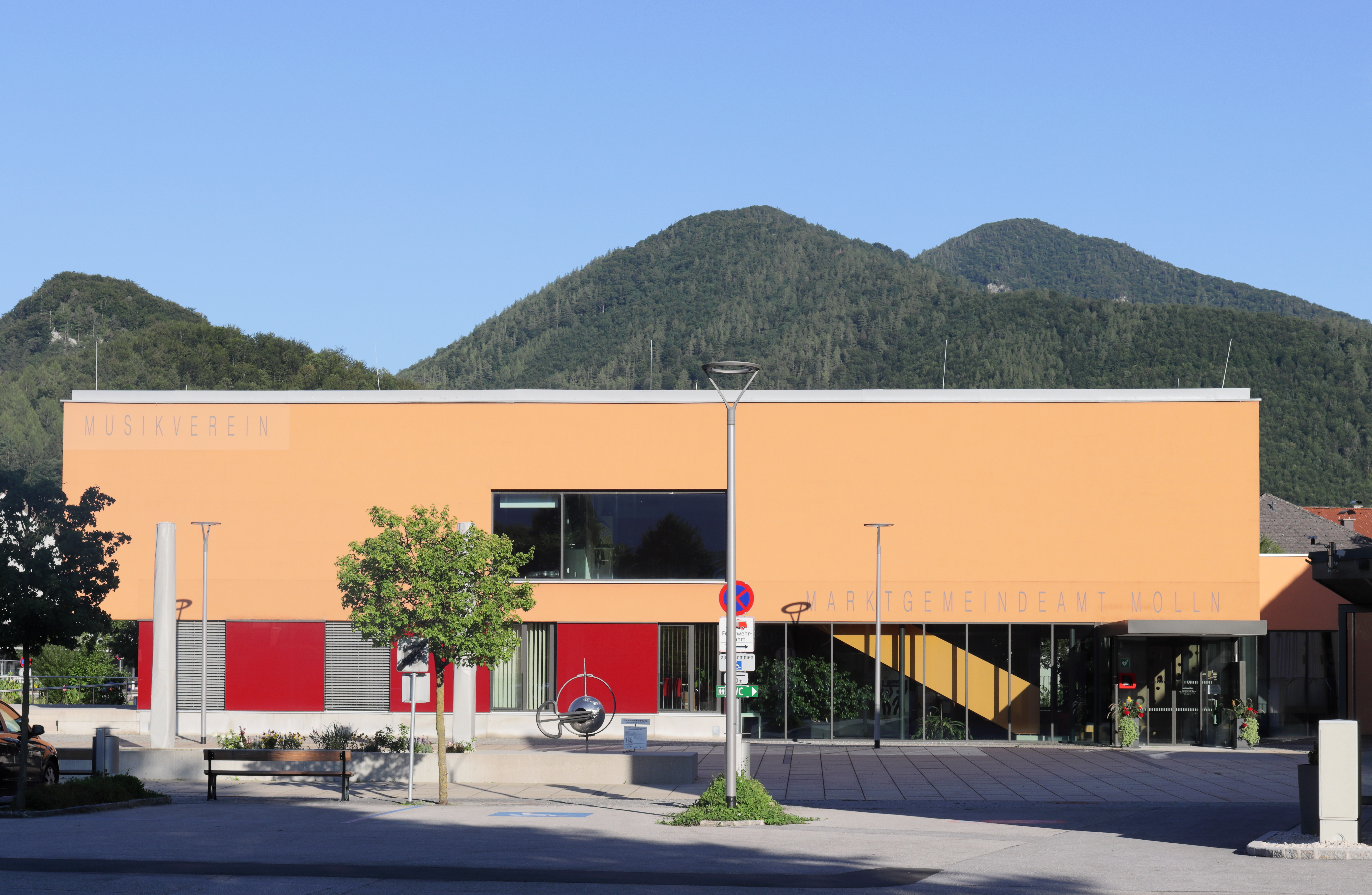
Marktgemeindeamt

- Mit den Gemeinderats- und Bürgermeisterwahlen in Oberösterreich 2003 hatte der Gemeinderat folgende Verteilung: 15 SPÖ, 9 ÖVP und 1 FPÖ.[45]
- Mit den Gemeinderats- und Bürgermeisterwahlen in Oberösterreich 2009 hatte der Gemeinderat folgende Verteilung: 11 SPÖ, 8 ÖVP, 4 BIM und 2 FPÖ.[46]
- Mit den Gemeinderats- und Bürgermeisterwahlen in Oberösterreich 2015 hatte der Gemeinderat folgende Verteilung: 8 SPÖ, 7 ÖVP, 5 BIM und 5 FPÖ.[47]
- Mit den Gemeinderats- und Bürgermeisterwahlen in Oberösterreich 2021 hat der Gemeinderat folgende Verteilung: 11 SPÖ, 10 ÖVP, 3 FPÖ und 1 BIM.[48][49]

### Bürgermeister
- 2001–2007 Alois Steiner (SPÖ)
- 2007–2015 Renate Rettenegger (SPÖ)
- 2015 Vizebürgermeister Welser Helmut (SPÖ)
- 2015–2021 Friedrich Reinisch (ÖVP): Für österreichweite Medienberichte sorgte die Direktwahl des Bürgermeisters im Jahr 2015. Der beim ersten Wahlgang am 27. September nur drittplatzierte Friedrich Reinisch kam durch eine Verwechslung bei der EDV-Erfassung des Wahlergebnisses unberechtigterweise in die Stichwahl und gewann diese mit rund 55 Prozent der Stimmen. Eine Wahlanfechtung vor dem Verfassungsgerichtshof war nicht erfolgreich, die Wahl ist somit gültig.[50]
- 2021 Manfred Hofbauer (SPÖ)[51]
- seit 2021 Andreas Rußmann (SPÖ) (vor 2021 Gemeinderat der BIM)[52]

### Wappen
Blasonierung:
„In Blau eine silberne Spitze, darin eine aufrecht gestellte blaue Maultrommel; im rechten Obereck eine silberne Narzissenblüte mit goldenem, rot gesäumtem Butzen, im linken Obereck ein silberner, sechsstrahliger, facettierter Stern.“
Die Gemeindefarben sind Blau-Weiß.

### Gemeindepartnerschaften
Molln unterhält folgende Partnerschaften:
- Buseck, Hessen, Deutschland
- Tát, Ungarn

## Persönlichkeiten

### Ehrenbürger der Gemeinde
- Otto Jungmair (1889 Molln – 1974 Linz), oberösterreichischer Mundartdichter und Adalbert-Stifter-Forscher
- Angela Mohr (1920 als Angela Trenkler in Molln – 2013 Linz), Mollner Heimatforscherin
- Wolfgang Greutter (1924 Linz – 2006 Ried/Tr.), Unternehmer (Huber Möbel Molln, Breitenau)

### Söhne und Töchter der Gemeinde
- Wilhelm Gross (1886–1918), Mathematiker und Hochschullehrer
- Walter Gasthuber (1905–1966), Politiker (NSDAP)
- Marlen Haushofer (1920–1970), Schriftstellerin
- Franz Karl Stanzel (1923–2023), Anglist und Sprachwissenschaftler
- Rudolf Frauendorfer (1924–2012), Forstwissenschafter
- Verena Stauffer (* 1978)

### Mit der Gemeinde verbundene Persönlichkeiten
- Franz Gruber (* 1959), ehemaliger Skirennläufer
- Josef Wolfsegger (1920–2015), Bürgermeister von Molln sowie Landtagsabgeordneter (SPÖ)

## Film
- Rebellen der Berge – Wilderer bei IMDb